# Русское странничество

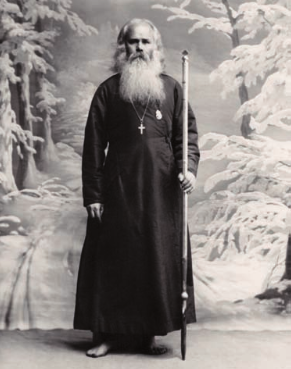
Карл Булла. Странник Василий Босоногий, начало XX века

Русское странничество (также странничество на Руси) — особый образ жизни православного человека, который некоторые исследователи считают исключительно русским (восточнославянским). Странники совершали пешие переходы из края в край, из страны в страну, из города в город. Для странника такой образ жизни воспринимался как форма духовного поиска — поиска смысла человеческой жизни, правды или Бога. Ради этого он отказывался от житейского комфорта. Странники питались подаянием, ночевали, где удавалось, не имели имущества. Они молились, исполняли духовные песни, считалось, что они владеют секретами народной медицины и могут предсказывать будущее.
Доктор гуманитарных наук, профессор Вильнюсского университета Элеонора Лассан писала, что «идея движения без очерченного ориентира составляет архетипическую идею русского сознания, реализуясь в разные исторические периоды определённым образом в деятельности или тексте, но сохраняя свой инвариант: представление о самоценности движения, а не цели», а свою статью, изданную в 2008 году, даже назвала «Дорога без конца как русская национальная идея». Возникновение странничества на Руси связывается с её крещением. По словам кандидата филологических наук Елены Ивановой, «язычникам не было нужды искать Бога в далёких землях. Их небесные покровители всегда были рядом с ними».
Содержанием жизни странника было «непрестанное движение, отсутствие какой-либо потребности в бытовой оседлости, смелость, с которой он устремляется навстречу будущему, не имея ни малейшей опоры, помогающей противостоять его неожиданным каверзам». Среди странников были, однако, беглые преступники, нищие, которые дискредитировали собой этот феномен. С течением времени странничество практически исчезло, потеряв свою духовную основу и став фактически бродяжничеством — образом жизни социально неустроенных людей, перешедших к нему в силу стечения жизненных обстоятельств.
Тема странничества вошла не только в шедевры русской литературы, но и в жизнь их создателей. Лев Толстой обращался к этой теме в своих произведениях. Последние дни его жизни некоторые из исследователей воспринимают в контексте данного явления. Странничество — один из наиболее востребованных мотивов в русском изобразительном искусстве XIX века. Наиболее полное выражение оно получило в работах и в организации деятельности участников Товарищества передвижных художественных выставок. Тема странничества нашла яркое отражение в культуре Серебряного века, хрущёвской оттепели и эпохи застоя, современной России.

## Странничество в русском языке и русской культуре

### Этимология и лексическое значение слова «странничество»
Кандидат философских наук Виктор Коровин возводил слово странник к индоевропейскому корню «ster» со значением «расстилать», «расширять», «распространять» (в том числе и на «вертикальный» мир). Производные от славянской ветви этого корня распадаются на две семантические группы: 1) повествующие о дальнем пути и о чужбине; 2) связанные с чудным, необычайным. В наиболее древних русских текстах глагол «странствовать» является калькой с греческого ξενίζομαι (и соответствующего ему лат. peregrinationem). Коровин отмечал, что не относятся к странствиям «маятниковые поездки» (из-за несовпадения «места жительства и места приложения труда») и «кочевничество» (передвижение по территории жизнеобеспечения). Впоследствии основным направлением развития лексемы «странствовать» стала «оценочная» оппозиция: «хороший / плохой», «верный / неверный», «добрый / злой», при этом оценка давалась в зависимости от обстоятельств в каждом конкретном случае — странником мог быть, например, назван отчуждённый от чего-либо человек.

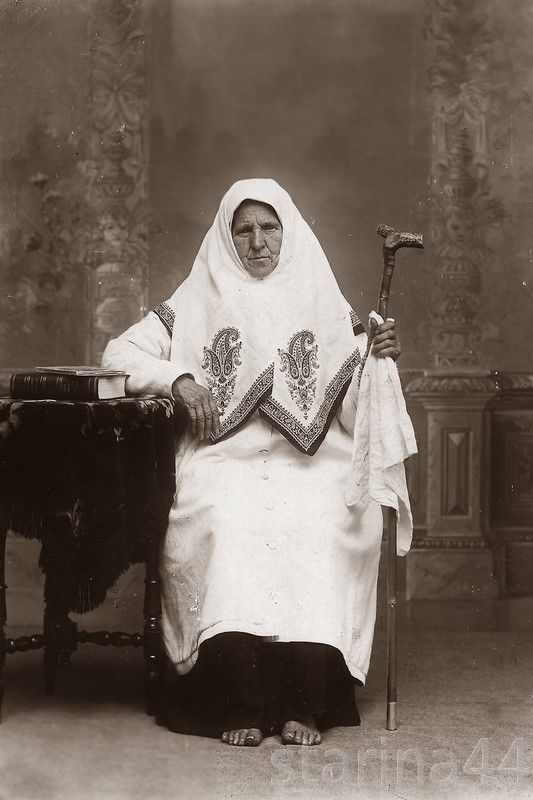
Карл Булла. Матрона-босоножка, до 1911

Доктор философских наук Даниил Дорофеев отмечал в «Толковом словаре живого великорусского языка» Владимира Даля связь понятия «странничество» со старославянским словом «странствовати» со значениями «страдать, болеть, немочь», со словом «странничать» со значением «чудить, отличаться от людей странностями», а также со словом «странник» со значениями «сторонний, посторонний, нездешний». Эти значения присутствовали в русском языке на протяжении XIX века, однако к началу XX века данное слово уже связывалось только с религиозным подвижничеством. В качестве примера Даниил Дорофеев, а затем и доктор философских наук Рафаэль Бурханов, приводили значение слова в «Словаре русского языка» Сергея Ожегова: «Человек, странствующий пешком, обычно на богомолье». По словам Дорофеева, в страннике «воплотился уникальный образ человека, решившегося в скитаниях обрести свою форму жизни, понимаемой как вечный поиск Бога на дорогах мира». Исследователи из Комсомольска-на-Амуре доктор филологических наук Александр Шунейко и кандидат культурологии Ольга Чибисова сделали вывод, что слово «странничество» не имеет эквивалентных переводов на другие языки. Даже в самом русском языке его семантика определяется через синонимы, ни один из которых не является полным эквивалентом. Этот понятийный комплекс не имеет чётких границ и частично пересекается с сопоставимыми, но не тождественными понятиями. Исследователи в своей статье выделили пять разновидностей странничества, ни одна из которых, по их мнению, «не выступает на практике в чистом виде». По словам авторов статьи: «эти разновидности существуют в коллективном сознании русского народа и в индивидуальном сознании его наиболее значимых представителей».
Доктор философских наук Рафаэль Бурханов также не находил аналога русскому понятию «странничество» в европейских языках. При этом он отмечал, что если в русском языке странничество связано с уникальным жизненным выбором, вызывающим к себе уважение, то в ряде европейских языков странствование понимается как проявление «отсутствия чёткой ориентации», приводящее к заблуждению или являющееся его результатом.
Рафаэль Бурханов, анализируя словарь Даля, отмечал, что составитель приводил десять разных значений этого слова. Некоторые из них носят положительный, а некоторые — отрицательный характер. Из этого Бурханов делал вывод, что странник в русской культуре — неоднозначное соотношение нормативного и маргинального. Концепт странничества в русской культуре имеет собственную смысловую структуру, включая такие понятия, как «странник», «поиск», «дорога», «путь», «странный человек». Уход из дома подразумевает правдоискательство и Богоискательство. Рафаэль Бурханов писал, что в странничестве сплетались «различные мотивы, разные социальные слои и человеческие судьбы».
Аспирант Брянского государственного университета Алла Шепетовская, напротив, рассматривала странничество как важный элемент не только русской, но и английской лексических концептосфер. По её мнению, в структуру входят следующие микрополя: 1) движение — способ изменения местонахождения (путешествие), 2) любовь к постоянной перемене мест — скитальчество, 3) особая форма отношения к жизни — бродяжничество, 4) образ жизни, связанный с исполнением религиозных обрядов — паломничество. Она устанавливала различия между этими микрополями. Различие с паломником происходит из религиозных традиций, паломничество характерно для католицизма, странничество для православия. Различие со скитальчеством лежат в области смысловых признаков: странник желает, а скиталец вынужден отправиться в путешествие, странник имеет цель, а скиталец — нет, странник не любит дом в отличие от скитальца, который о нём тоскует, странник свободен, а скиталец покорен судьбе, наблюдатель сострадает скитальцу, а страннику это не требуется. Путешественник идёт в неизученные земли, странник не делает различий между новыми и уже посещёнными (или хорошо известными). Турист получает удовольствие от странствий, странник терпит лишения. Бродяга просто не любит сидеть на месте, не обременяя себя высокими духовными ценностями в отличие от странника.

### Странничество как явление российской общественной жизни и духовной культуры
Доктор гуманитарных наук, профессор Вильнюсского университета, почётный профессор университета имени Яна Кохановского Элеонора Лассан писала, что «идея движения без очерченного ориентира составляет архетипическую идею русского сознания, реализуясь в разные исторические периоды определённым образом в деятельности или тексте, но сохраняя свой инвариант: представление о самоценности движения, а не цели». Свою статью, изданную в 2008 году, Лассан даже назвала «Дорога без конца как русская национальная идея».
Странники совершали пешие переходы из края в край, из страны в страну, из города в город. О том, что видели на своём пути, они рассказывали окружающим. Для самого странника такой образ жизни воспринимался как форма духовного поиска — поиска смысла человеческой жизни, правды или Бога. Ради этого странник отказывался от житейского комфорта. Странники питались подаянием, ночевали, где удавалось, не имели имущества. Содержанием жизни странника было «непрестанное движение, отсутствие какой-либо потребности в бытовой оседлости, смелость, с которой он устремляется навстречу будущему, не имея ни малейшей опоры, помогающей противостоять его неожиданным каверзам». С течением времени под влиянием объективных обстоятельств странничество практически исчезло, потеряв свою духовную основу и став фактически бродяжничеством — образом жизни социально неустроенных людей, перешедших к нему в силу стечения жизненных обстоятельств.
Кандидат исторических наук Андрей Терещук отмечал существование в общественном сознании начала XX века сразу нескольких типов неоднозначной религиозности: старцы (монахи, отмеченные благодатью, способные предостеречь потенциальных грешников от греховных помыслов), «божьи люди» (миряне-аскеты, играющие роль посредников между Богом и людьми в качестве пророков), юродивые (по доброй воле отказываются от материальных благ и не соблюдают общепризнанные правила поведения, обычно вращаются среди подонков общества, пытаясь их исправить), странники (для них характерна физическая и ментальная неустроенность, связанная с пониманием несовершенства мира, которая отличает их от паломников — туристов, путешествующих по святым местам). При этом, чётких границ, с его точки зрения, между ними не существовало.

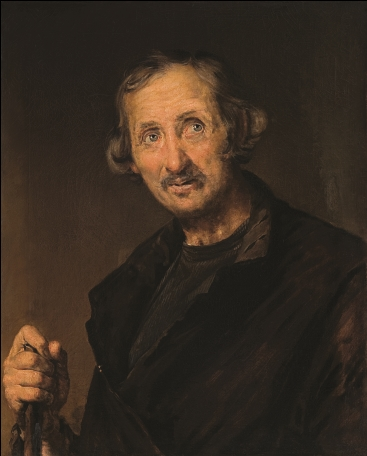
Василий Тропинин. Странник с палкой, 1847

Рафаэль Бурханов делал акцент на том, что паломничество в отличие от странничества представляет собой путешествие с целью поклонения святыне. В паломничество отправлялись часто целыми коллективами в поисках прощения за совершённый грех, развлечений, подвигов, нового и удивительного. Оно предстаёт как ритуал, и паломнические ритуалы различных культур и эпох «близки в целевой установке (приобщение к Богу через почитание святынь), в плане содержания (сакральные для социума идеи) и в плане выражения (комплекс символических языков и устойчивая композиция)». На Руси паломничества в Святую землю начались в первые годы утверждения православия. В отличие от паломников странники на Руси не только переносят трудности пути, но ищут их, «желая пострадать во имя Христа». Странник живёт и мыслит «на грани имманентного и трансцендентного». Он несёт «символическую нагрузку запредельного, потустороннего и потому не может быть полностью принят миром».
Странник пренебрегает принятыми в обществе правилами, «не вписывается в общество и отторгается им». Странник в глазах простого русского человека воспринимался и как конкретный человек, и «как носитель неких абстрактных принципов, которые вызывают почтение, но вследствие своей причастности трансцендентной инаковости воспринимаются как что-то инородное, чуждое, далёкое». Странничество на Руси Бурханов называл подлинно «народной религией», а самих странников — «народными святыми», свободными как от государственной, так и от церковной власти. Они были частью самого народа и носителями традиции отказа от иерархии и компромисса с государственной властью.
Даниил Дорофеев считал, что значительную часть средневековых «перекати-поле» составляли люди, принуждаемые к этому обществом: бродячие музыканты и актёры, профессии которых общество считало позорными и богопротивными, но в то же время готово было пользоваться их услугами на праздниках. Другой категорией «отверженных» неминуемо становились те, кто «добровольно или вынужденно пребывал в праздности»: психически и физически больные люди, безработные, бродяги, преступники. По отношению к ним общество испытывало противоречивые чувства. Уродство физическое и моральное считалось внешним знаком греховности, но Христос требовал заботы и о подобных людях. Наиболее важным различием между странничеством и бродяжничеством, по мнению Дорофеева и Бурханова, является то, что странник «делает из своего странствования духовную, экзистенциальную или жизненную ценность», поэтому принимает такое состояние сознательно и добровольно. Бродяга принимает скитания как вынужденные «определённым образом сложившимися обстоятельствами». Правда, доктор философских наук Рафаэль Бурханов считает, что в настоящее время различие это в значительной степени нивелировалось: «Бродягами и странниками, в отличие от путешественников, туристов и паломников, сейчас обычно называют людей, ведущих бездомный образ жизни, не имеющих духовных целей своих скитаний, зачастую преследующих антиобщественные интересы».

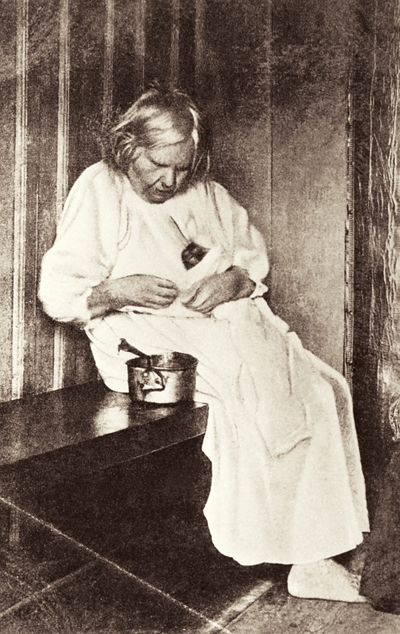
Странница и юродивая Параскева Дивеевская с котёнком, конец XIX века

Алина Ильина подчёркивала, что «выделение в социокультурном пространстве» вызывает у людей подозрения и настороженное отношение. Кандидат психологических наук Наталья Фёдорова видела причины этого в чудаковатой манере поведения и в образе жизни, в эксцентричности в одежде странника. В то же время странник, добровольно ставя себя за рамки устоявшегося порядка, этим привлекает к себе внимание окружающих, что позволяет ему выступить с неким заявлением. По её мнению, странник в духовном поиске Абсолюта творит чудо — чудо единения с Творцом. Жизнь странника из-за этого становится постоянным движением «без фиксирования времени, пройденного пути, без потребности в бытовой оседлости». Быстрая и частая смена картины мира формирует у странника другое восприятие времени и пространства. Пространство, например, становится не препятствием, а «настежь открытым окном». Время у странника выступает «не как граница, а как состояние». Оно не ограничивает его, не навязывает ему установленный режим повседневной жизни.
У странника нет опасений за завтрашний день, он не связан обязательствами перед обществом и государством, но поэтому лишает себя защиты с их стороны. Странник не испытывает трагизма одиночества, которое находилось в центре внимания русской культуры. Домом странника становится его путешествие, а семьёй ему — все люди, вдохновением — поиск Бога. При этом, Бурханов и Ильина обращали внимание, что долгий путь требует значительной физической и духовной силы. Из странников, например, вышли наиболее известные на Руси старцы и наставники. С другой стороны, часть странников превратила своё занятие в «промысел и ремесло».
Доктора исторических наук Марина Громыко и Александр Буганов выделяли как особый род подвижничества странствия с целью сборов на какую-либо обитель. Кто-то из сборщиков передвигался с места на место, другие подолгу жили в одном и том же городе. Часто такие люди, особенно если принадлежали к монашеству, сочетали сбор средств с проповедью и «обретали определённый круг контактов, которые выходили за рамки благотворительности». В качестве примера они приводили отца Адриана, иеромонаха Югской Дорофеевой пустыни. Приняв подобное послушание, он «молился в лесу и полях, зимой — в снежных пещерках»; ходил только пешком: соблюдал суровый пост, за столом так увлекал беседою сотрапезников, что они и не замечали, что он почти ничего не съел. Для самого старца странничество также было важно — оно давало практический опыт служения ближним и знание маршрутов богомольцев. Адриан разработал особые правила для странников. Среди этих правил: не брать с собой деньги, иметь при себе паспорт, путешествовать вдвоём, но не в толпе, брать с собой Новый Завет и Псалтирь….
Конкретные формы странничества различны. Громыко и Буганов отмечали, что группы странников часто формировались из односельчан или жителей ближних деревень, поэтому несли отпечаток соответствующих традиций. Странничество по прямому предписанию общины было явлением исключительным. Обычно это происходило, когда стихийные бедствия сказывались разрушительно на хозяйстве и производили сильное воздействие на религиозное сознание крестьян. Когда в деревне Долголаптевка в 1870-е годы (Орловский уезд Орловской губернии) град уничтожал три года подряд посевы, община приняла решение отправить в странничество по одному человеку с каждого двора. Исследователи отмечали, что впоследствии в этой деревне странничество превратилось в прибыльный промысел. Громыко и Буганов писали, что община должна была дать согласие на странничество или даже на паломничество к местным или далёким святыням, хотя принятие подобного решения «было делом индивидуальным либо семейным». Исследователи утверждали, что странничество могло быть и на определённый срок в связи с принятым обетом или полученным указанием старца и не видели различия в отношении странноприимцев к паломникам и странникам, в цитируемых ими документах они обычно перечисляются одни за другими.
Доктор исторических наук, главный научный сотрудник Музея антропологии и этнографии имени Петра Великого Татьяна Бернштам относила русское странничество к практике народного домостроительства, главными признаками которого считала а) «обетное происхождение» и б) «ведущую роль индивидуального начала». Состав странников был, с её точки зрения разнообразен, но имел постоянное ядро, которое состояло из людей разного нравственного состояния и различной «вероисповедальной „чистоты“», которые непрерывно осуществляли своё подвижничество и были носителями особой идеологии странничества. Представители этой группы носили полумонашескую одежду: верхняя одежда монашеского покроя или прикрывающая некую монашескую деталь — рясу, власяницу… Мужчины носили скуфью или ходили без головного убора, часто ходили босиком. Атрибутами статуса странника был посох с оригинальной отметиной (резьба, крест, благословляющая рука в качестве навершия) и холщовая сума (в конце XIX века её заменяли гимназический ранец, кожаный чемодан или ковровая сумка для бани). В сутки странник проходил около 20 вёрст. Первоначально странники останавливались в доме священника или членов причта. В позднее время приходское духовенство часто относилось к ним враждебно, считая еретиками или смутьянами. Странники-плуты часто ходили группами, распределив заранее между собой роли. Приходское духовенство настороженно относилось к группам оседлых странников (такие женщины-странницы носили названия «келейницы», «чернички» или «вековушки»), которых могло насчитываться до 100 человек в одном месте.
Татьяна Бернштам делила ближние объекты поклонения странников на «культурные» (к ним могли относится часовня, крест, столб на перекрёстке дорог…) и «природные» (обычно водные: родники, колодцы, озёра…). Почитание такого объекта обычно начиналось с явления сверхъестественного существа в данном месте. Среди объектов дальних преобладали монастыри. Наиболее почитаемыми среди них были Киево-Печерская лавра, Соловецкие острова, Валаам, пустынь Нила Столбенского… Из заграничных святынь наибольший трепет вызывали Иерусалим и Афон.

## История странничества на Руси

### Истоки русского странничества
Даниил Дорофеев находил отдалённые элементы будущего странничества уже в античном мире, причисляя к ним странствующих пророчиц, предрекающих будущее, бродячих рапсодов и софистов, которые удовлетворяли потребность общества в просвещении, но первые, исполняя героические сказания, делали это «подспудно», а вторые воспринимались уже как профессиональные учителя. Все они больше характерны для греческой культуры. Формально-иерархическая система Древнего Рима была уже нетерпима к ним. В целом статичность и размеренность жизни в античном обществе не позволяли этим отдельным элементам сложиться в законченное и единое явление.
С точки зрения христианства, человек, напротив, находится на перепутье дорог и должен сделать свой выбор между добром и злом. Слова Христа «Бросьте всё и следуйте за мной» стали основой христианской веры, мировоззрения и «принципом существования для всего населения Европы». В эпоху раннего христианства в обязанности странников входило информирование общин о новых установлениях и состоявшихся соборах; они также распространяли послания апостолов и апостольских мужей. Странники помогали ссыльным и заключённым. Странничество стало также формой экспансии новой религии («оно — и средство, и путь распространения учения в мировом пространстве»). При этом даёт новые идеи пророк, а странники выполняют миссионерские функции. В этом смысле странничество — «путь и форма встречи культур, и в идеале — инструмент их диалога». У странника из-за этого возникает проблема «культурной совместимости». Сергей Сидоров утверждал, что традиция странничества в ранней церкви быстро прерывается: «Со II и III веков жизнеописания угодников Божиих почти не знают о подвиге странничества». Исключение он видел только в жизнеописаниях нескольких святых в Фиваиде (Иаков из Нитрии, Иоанн, Онуфрий Великий, Виссарион) и в житии Андроника и Афанасии.
Большинство исследователей, однако, считают, что средневековый христианин ощущал себя странником, а земная жизнь рассматривалась им как промежуточный и подготовительный этап к загробной жизни. Это восприятие создавало ощущение неустойчивости существования. Ссылаясь на вывод французского исследователя средних веков Жака Ле Гоффа, Даниил Дорофеев писал, что «чувства собственности и родины как материальной и психологической реальности были неизвестны человеку» Средневековья. Дорофеев утверждал: «Дух странничества пропитал собой всё сознание человека, воплотившись не только в учёных трактатах схоластов, но и в самых разнообразных формах повседневной жизни».
В Древней Руси существовали легенды о вторичном воплощении Христа в странника (ряд из них приводится в сборнике Александра Афанасьева «Народные русские легенды»). Отказ страннику в крове и пище воспринимались на Руси как тяжкий грех. По мнению Дорофеева, отторгнутые обществом люди в то время имели свой социальный статус, «осуществляя… функцию равновесия: в отношении к ним все были равны, от последнего крестьянина до царя».
Даниил Дорофеев рассматривал становление феномена странничества в двух аспектах — с точки зрения общественно-государственного устройства и православного сознания и духа:
- Анализируя первый аспект, Дорофеев использовал мнение профессора и ректора Московского университета Сергея Соловьёва о подвижности русского общества в противовес устойчивости Запада. Примеры такой подвижности он видел в полюдьи, вольности дружинников, которые переходили от одного князя к другому, в очередном порядке наследования княжеской власти, формальном праве крестьян на переход от одного землевладельца к другому. Увеличение роли крупного наследственного землевладения и установление крепостной зависимости вызвало «побеги, ставшие в XVI в. массовыми и символизировавшие активизацию того чувства свободы передвижения и вольности, которое ещё жило в крестьянах, хотя время его стремительно подходило к концу». Кроме беглых в это время в Московском государстве было «много „вольных, гулящих людей“, которые не находились в частной зависимости и не были записаны в государевых тяглых, посадских или волостных общинах. Это были „поповичи“, не пошедшие в священники, дети подьячих, не поступившие на службу, дети служилых людей, не „повёрстанные“ поместьями, дети посадских и крестьянских тяглецов, не записанные в тягло, и разные неимущие люди, добывающие пропитание различными способами, — наёмные рабочие, бродячие музыканты и певцы („скоморохи“), нищие и бродяги»[49]. На протяжении всей истории России странничество одновременно и поощрялось, и искоренялось властью[23].

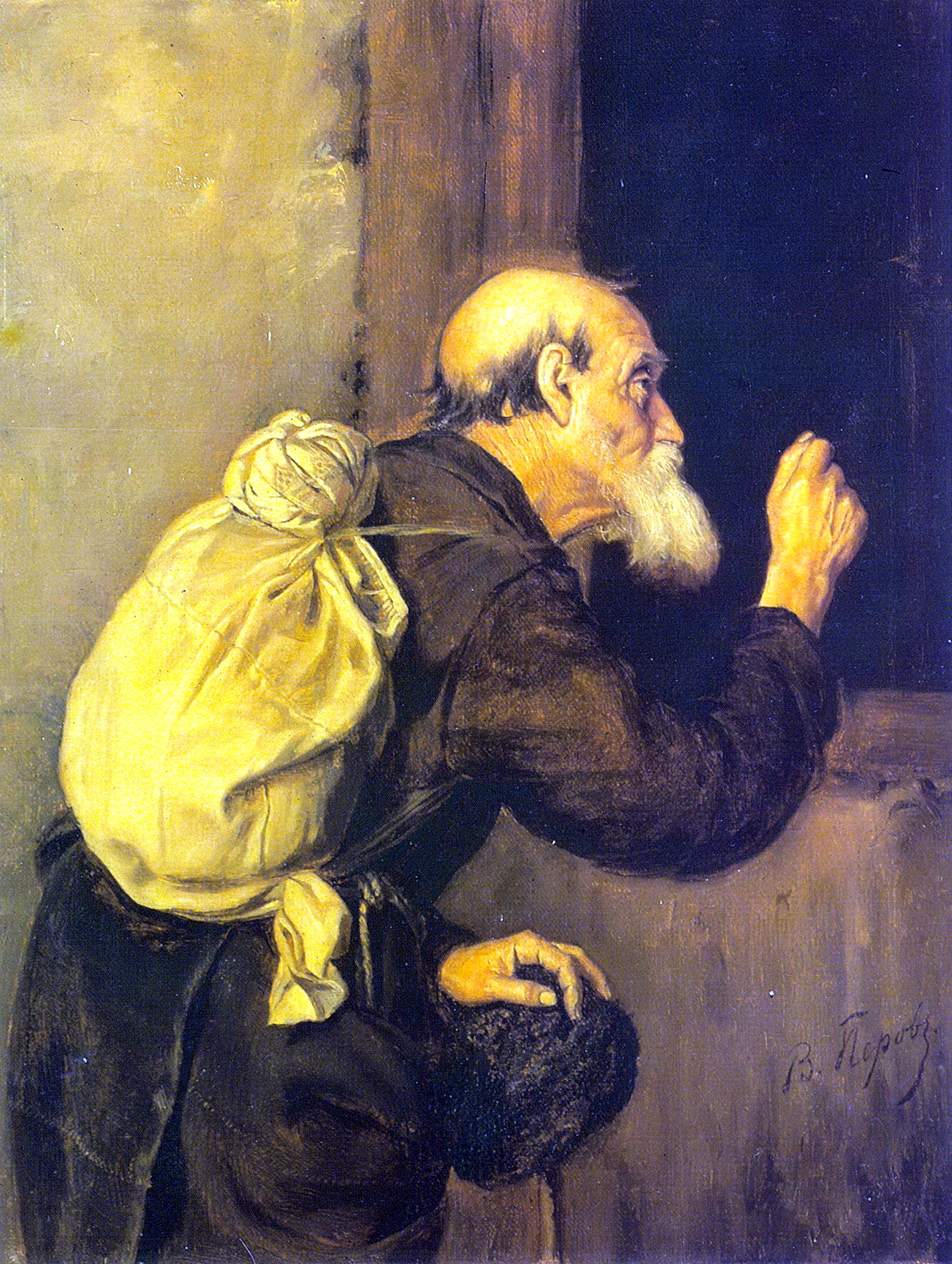
Василий Перов. Старик-странник, 1869 (?). Холст, масло, 47 х 38,9 см, Луганский областной художественный музей

- Разбирая второй аспект, Даниил Дорофеев писал об особой «культуре сердца», которая отличает мироощущение древнерусского человека от средневекового европейца, и цитировал профессора Московского университета Василия Ключевского: «Любовь к ближнему полагали прежде всего в подвиге сострадания к страждущему, её первым требованием признавали личную милостыню. Идея этой милостыни полагалась в основании практического нравоучения; любить ближнего — это прежде всего накормить голодного, напоить жаждущего, посетить заключённого в темнице. Благотворительность была не столько вспомогательным средством общественного благоустройства, сколько необходимым условием личного нравственного здоровья: она больше нужна была самому нищелюбцу, чем нищему»[50]. Со временем стали появляться и иные идейные обоснования странничества: в XVIII веке бегуны призывали своих последователей уходить от общества и не исполнять государственные повинности. К концу XIX века «странничество стало беспокойным, каким-то нервным и судорожным, поддающимся любым порывам в страстном стремлении ухватиться за что-то неведомое, но очень дорогое и важное; короче, странник превратился в бездомного скитальца»[23].

Рафаэль Бурханов писал, что в российской культуре присутствуют одновременно «две взаимоисключающие и взаимополагающие тенденции»: странничество (стремление уйти из дома) и оседлость (привязанность к дому и традиционному образу жизни). Она является оседлой по своим ключевым этноопределяющим признакам, «но чрезвычайно подвижной по характеру мироощущения и мировосприятия», а пространственно-временные представления в ней выражены дихотомией «дом — дорога». Если дом — стабильность, то дорога — перемещение. С точки зрения Бурханова, дом — «это оборотная сторона и локализированный полюс дороги», «чем дольше путь, тем дороже родной дом». Кандидат философских наук Светлана Алехина также обращала внимание на странничество как выражение амбивалентности русского национального самосознания: две противоположные традиции не исключают друг друга, а сосуществуют. Родной дом, по её мнению, уже не был жизненно значимой ценностью для странника, жизненным пространством для него становилась вся Русь.
Кандидат филологических наук Марина Балонова выделила целым комплекс причин странничества: географические (широкие просторы России), геокультурные (расположение между Востоком и Западом), геополитические (Россия осваивала новые территории в тяжёлых климатических условиях и часто в борьбе против других стран), религиозные (общехристианская традиция паломничества), социальные (поиски «лучшей доли») и другие. Странничество, по её мнению, также является архетипом народного сознания со смыслом пути «к неведомой или труднодостижимой цели».
Другой комплекс причин выделял Виктор Коровин: 1) фактор материальный (исторические, социальные и государственные процессы) — в условиях подавления личности странничество может рассматриваться как символ свободного движения. Странники были возмутителями спокойствия, которые отказывались от привычного, «надеясь на разрешение жизненных противоречий… в „обетованных землях“». 2) фактор психологический (этноэкология, этнопсихология, национальный характер) — путники отправляются искать, кому и где «на Руси жить хорошо, что связано со столкновением центростремительных и центробежных сил, находящихся в диалектическом единстве» в русской истории. 3) духовный фактор (фольклор, искусство, религия). В славянской языческой мифологии дорога считалась связью человека с внешним миром, то есть местом, где «проявлялась его судьба, доля, удача при встречах с людьми, животными, демонами». Позже Русь заимствовала принципы византийской православной этики, для которой характерно разочарование в земном счастье и стремление к духовной красоте.
Кандидат философских наук Наталья Балаклеец подходила к проблеме странничества с другой стороны. Суровые климатические условия России не благоприятствуют земледелию и девальвируют ценность места (топоса), так как «оно не способно прирастать, но лишь воспроизводить себя». Привязанность к топосу, с теоретической точки зрения, может возникнуть в силу его способности порождать смысл, но топос в России, по мнению Балаклеец, «не может служить источником смысла, поэтому не привязывает к себе». При этом, россиянин «ускользает» «от любого властного дискурса, от любой мировоззренческой перспективы, которая кажется россиянам слишком „узкой“». Другой особенностью психологии русского человека является пренебрежение повседневными делами ради метафизической идеи. Русское странничество, по мнению исследователя, — «бегство из топоса в гетеротопию». Статусом гетеротопий в российском пространстве обладают неассимилированные культурой просторы (поля, реки, степи), которые и становятся сферой русского странничества. У человека «вырабатывалось отношение к топосу как к временному пристанищу и, в конечном счёте, доминирование экстенсивной стратегии освоения пространства». Это освоение приобретало в разное время разные формы: в XVII веке — колонизация, в 1930-х годах — комсомольские стройки, в 1950-х — освоение целины.

### Возникновение и развитие

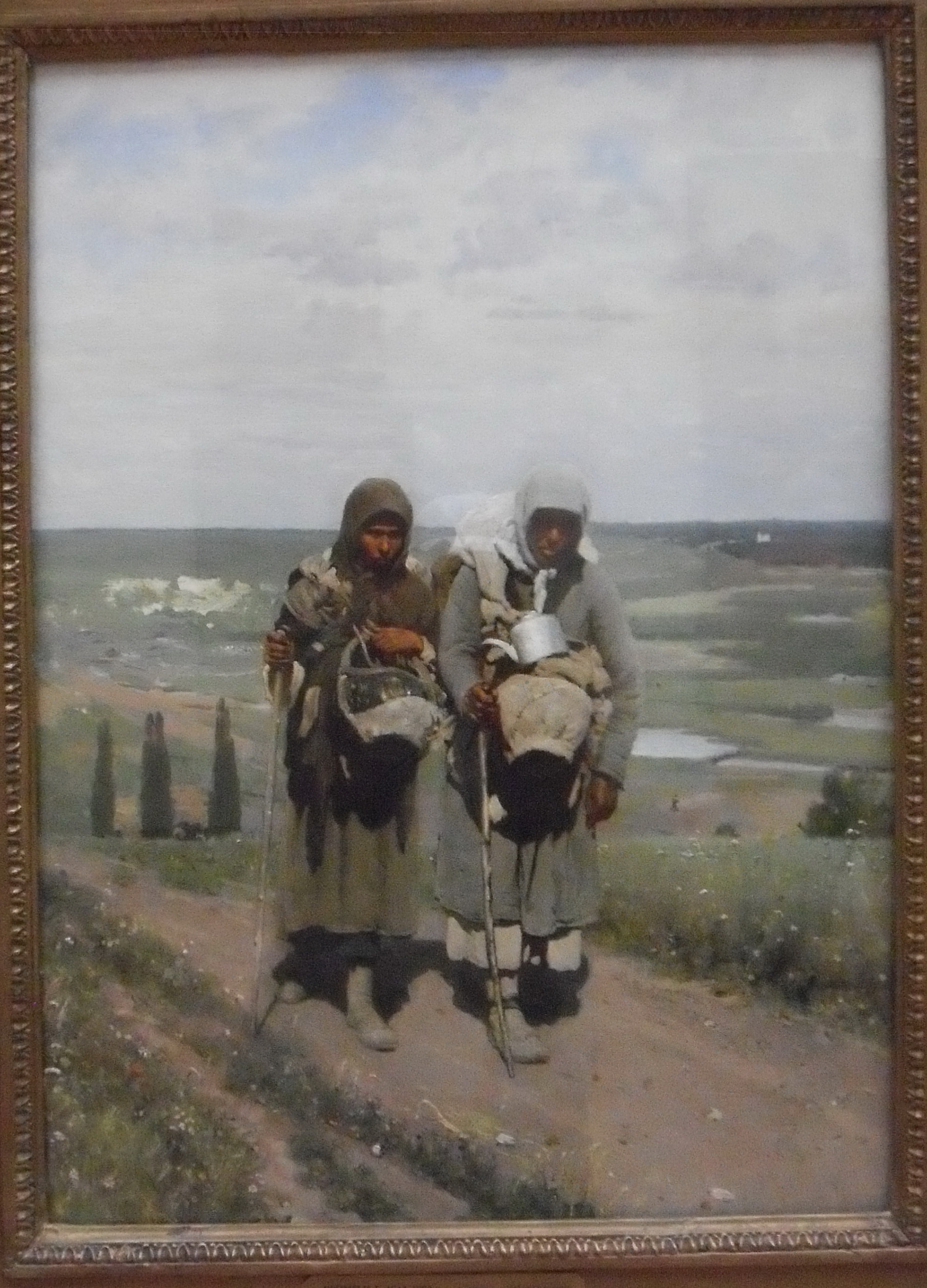
Илья Репин. Богомолки-странницы, 1878

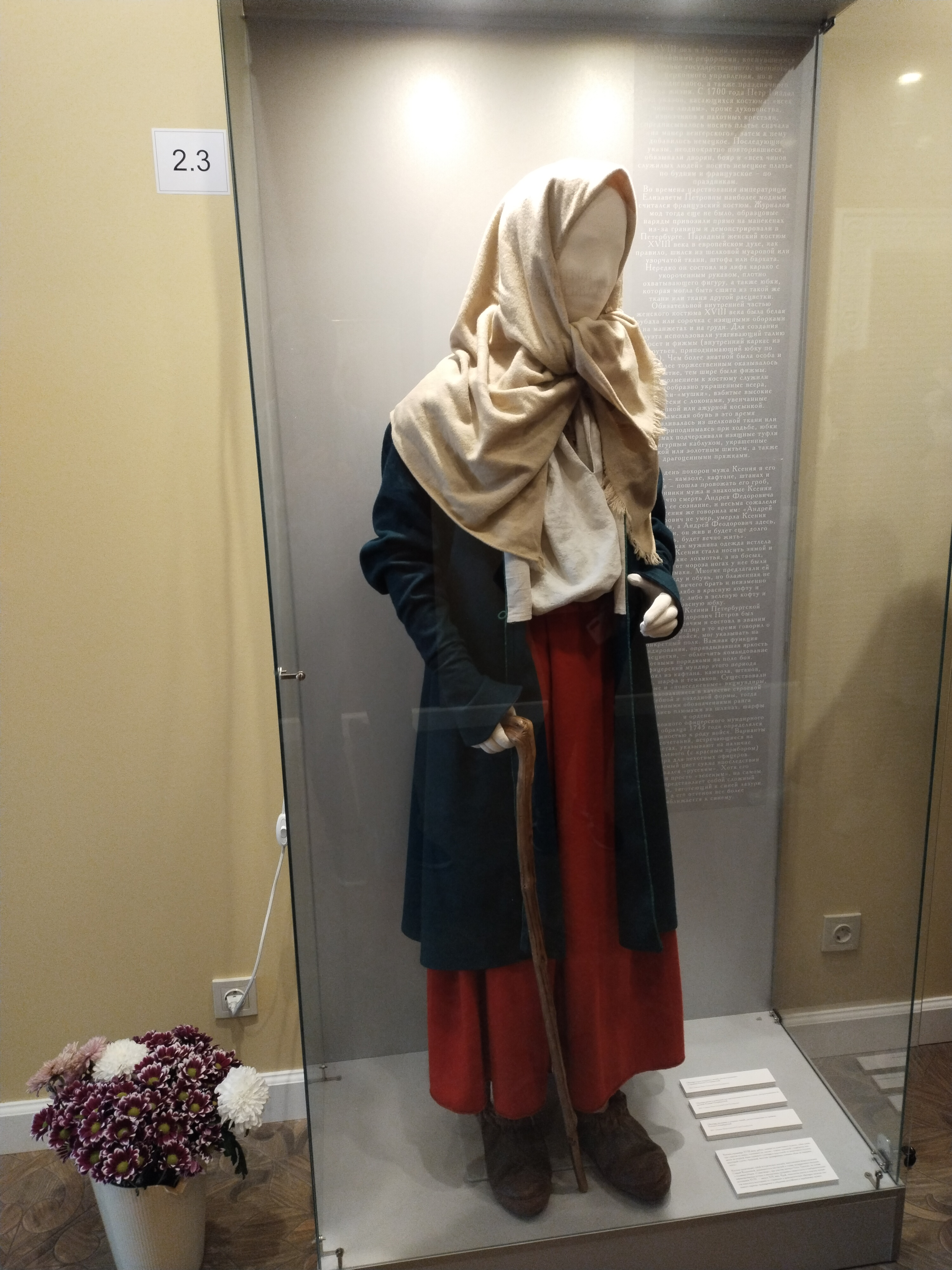
Одежда странницы XVIII века в собрании Музея Ксении Блаженной в Санкт-Петербурге. Реконструкция искусствоведа Софьи Владыкиной при участии мастера Олега Тульнова на основе устных и письменных источников. Крой, технология шитья и отделки воссозданы по образцам в российских и зарубежных коллекциях. Экспозиция Музея Ксении Блаженной в Санкт-Петербурге.

Кандидат филологических наук, доцент Челябинского государственного университета Елена Иванова связывала формирование концепта «странничество» в древнерусском языке с принятием христианства на Руси и относила его к XI—XII векам. По её мнению, «язычникам не было нужды искать Бога в далёких землях. Их небесные покровители всегда были рядом с ними». В языческие времена путешественники воспринимались славянами-язычниками как враги. После принятия христианства отношение к ним меняется, а «наиболее предприимчивые из них [русских людей] сами отправляются в странствия». Их путешествия в условиях господства натурального хозяйства совершались преимущественно по религиозным мотивам. Странники ходили пешком, что символизировало преодоление гордыни. В качестве доказательства пешего способа передвижения Иванова приводила высокую статистику употребления слова «хожение» («хождение») в древнерусских письменных документах. Она делала акцент на том, что именно это слово стало названием целого литературного жанра, в центре которого было путешествие русского человека к святыням. Значительно реже употреблялось слово «путешествие» («путное шествие»). 51 единица слов составляет лексико-семантическое гнездо «странник»: «странница», «странствовать», «страннолюбие», «странношествие»… Эти слова употребляются чрезвычайно часто. При этом ей не удалось зафиксировать употребление в наиболее ранних документах слова «странствие».

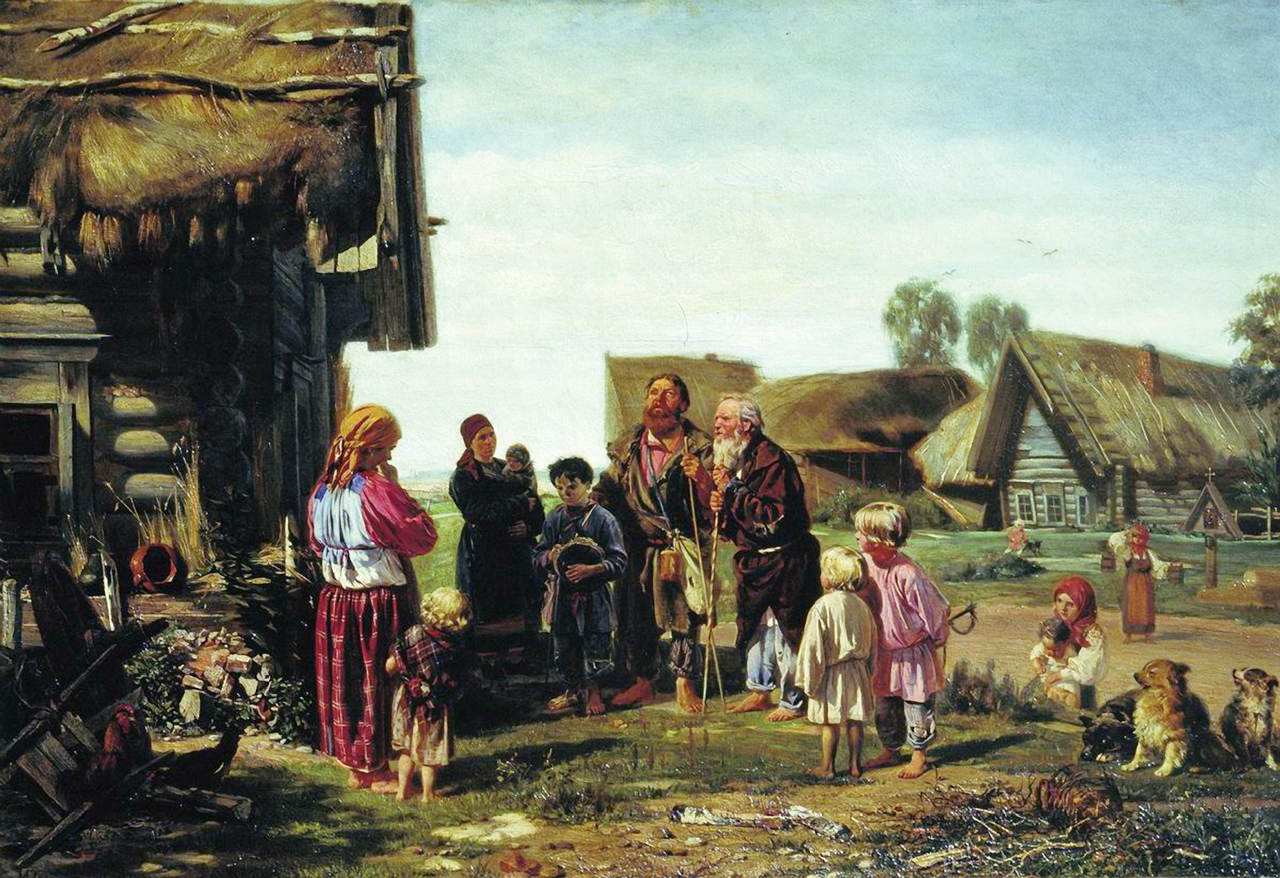
Илларион Прянишников. Калики перехожие, 1870

Значительная часть исследователей считают, что странничество возникло на Руси в средние века. Русский человек мог покинуть свой очаг в поисках абсолютной правды и святости, в попытке сформулировать и решить «вечные» вопросы о смысле жизни, стремлении к «трансцендентным основаниям бытия». Странствия «в реальных и ментальных мирах» — элемент пространственно-временных представлений русских людей. Первоначально странничество на Руси было связано с узким кругом монахов, пустынников и отшельников. Виктор Коровин отмечал, что ещё в первых княжеских уставах в перечне церковных людей, наряду с «попом, дьяконом, паломником и слепцом», упоминается «сторонник». Позже странничество превратилось в социокультурный феномен и затронуло почти все сословия, однако полностью порвать с привычным миром могли только немногие, поэтому значимость именно такого подхода была наиболее почитаемой. Странничество воспринималось как духовный подвиг наряду с монашеством или юродством.
Виктор Коровин расцвет странничества относил к периоду одновременного культурно-социального симбиоза Руси с Золотой Ордой и Византией и видел его в деятельности «калик перехожих» — представителей «творческого цеха бродячей Руси Христа ради». Духовные стихи, распеваемые ими, звучали «во внехрамовой обстановке». В противоположность Коровину кандидат культурологии Алла Конёнкова относила появление калик к эпохе Древней Руси. Уже в «Хождении игумена Даниила», относящемся к XII веку, она находила развитое учение о странничестве с делением его на реальное путешествие и мысленное (духовное), которое в деле спасения души имеет не меньшее значение. К эпохе Древней Руси относит калик и доктор искусствоведения Наталья Федоровская. Она считала, что первоначально они играли роль паломников в святые земли Палестины. Со временем они стали играть роль миссионеров и передвигались по территории Руси в составе целых дружин. Они преподносили населению основы новой веры в более простой и доступной форме, чем священнослужители (хотя и среди калик встречались представители духовенства). Только с течением времени «внешний вид, социальный состав и функция каликов» изменились. В XIX веке они превратились в нищих, «божьих людей», очень часто обладавших телесными увечьями.
Кандидат филологических наук, профессор Констанцского университета Игорь Смирнов относил к концу XV века не расцвет странничества, а его возникновение: «Освобождаясь от татарского ига, обретая суверенность в процессе отказа от этого наследия, страна вместе с тем потеряла и то прошлое, откуда шло идеологическое легитимирование светской власти в ней — поставщика христианства на Русь, Константинополь, который сперва заключил возмутившую Москву унию с католиками, а затем был завоёван турками». Эти события вызвали кризис национальной идентичности, так как Россия «сошла сразу с двух дорог, ведущих в разные культурно-социальные стороны». По мнению Смирнова, первые странники — «калики перехожие» отправились в путешествие в поиске «идеального состояния в запредельности». Их стихи предсказывают полное обновление истории и одновременно являются «ультимативным призывом, требовавшим от слушателей не мерить жизнь по исходно неверным критериям, но преобразовать её во всем объёме».
Смирнов отмечал, что францисканцы (для него они — более ранний аналог русских странников) были легитимизированы католической церковью. В России же этого не произошло. Смирнов предполагал, что причиной стал в XVI—XVII веках кризис идентичности самих Московского государства и православной церкви. В процессе преодоления его церковь и государство увлеклись экспериментами, каковыми он считал опричнину Ивана Грозного и реформы патриарха Никона.
Странничество в России превратилось в массовое явление. Странники разрывали связи с родственниками, близкими и соседями. Бурханов считал, что в каждом конкретном случае субъективные цели странствий были различными: служение Богу, поиск лучшей доли, интерес к путешествиям… Жизненным пространством для странников становился не дом, а вся страна. Всё это, по мнению Бурханова, характеризует российское странничество как самобытную форму русского мессианства. Странничество предстаёт как «интенсивный духовный процесс, нравственный подвиг, искреннее, бескорыстное устремление к Грядущему Граду». В русской культуре феномен странничества представлен не так разнообразно, как в западной. Вместе с тем, значение странничества для культуры и истории больше. С точки зрения Даниила Дорофеева, это связано с тем, что «оно не распыляется в множестве форм, но являет собой целостный тип, крайне существенный для русского сознания». При этом оно развивалось на протяжении всей истории Руси под воздействием различных факторов.

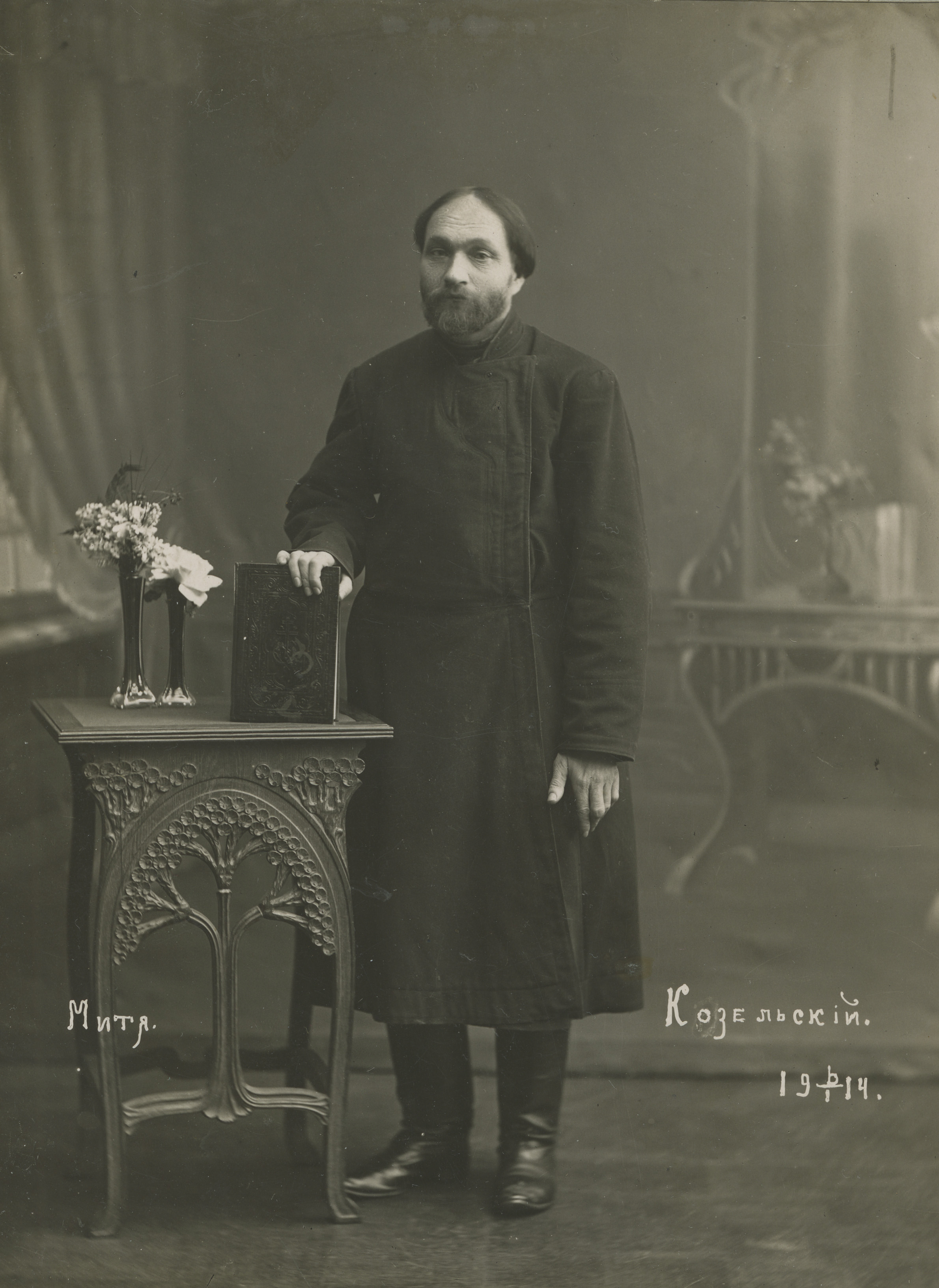
Неизвестный фотограф. Юродивый странник Митя Козельский — «мистический друг» семьи императора Николая II, 1914

Алина Ильина считала, что странничество как социокультурный феномен возродилось в России в начале XVI века, но уже при Петре I начались преследования странников, и была предпринята попытка стереть из культурной памяти народа знания о них. На это нацеливало не только становление абсолютизма, но и утверждение рационализма в общественном сознании высших слоёв общества.
В XIX веке появилась книга «Откровенные рассказы странника духовному своему отцу». Исследователи воспринимают её как пособие по странничеству. В книге раскрыты его основные принципы на примере странника, пытающегося понять Иисусову молитву. Это — долгое и трудное обретение духовного опыта через общение с наставником, самоанализ и самонаблюдение, преодоление внутренних и внешних преград. Большую популярность книга приобрела во времена Серебряного века русской культуры. Современные исследователи считают, что первые четыре рассказа составляют оригинальное произведение, а следующие три — более поздняя вставка. Высказывалось предположение, что образцом для «Откровенных рассказов» послужила пуританская аллегория «Путешествие Пилигрима в Небесную Страну» британского проповедника XVII века Джона Баньяна.
Доктор восточных церковных наук Алексей Пентковский, как и некоторые другие историки русской литературы, считал автором всех рассказов книги иеромонаха Арсения (Троепольского). Основной текст затем при подготовке изданий «поправлялся и дополнялся» другими лицами. Пентковский называл рассказы повествования неизвестного странника самым известным произведением русской духовной литературы и основным источником для изучения духовной традиции русского православия. Однако, доктор исторических наук Сергей Бычков писал, что герой произведения ведёт «автономное и суверенное от Церкви существование» и спасение души проповедует вне стен Церкви, что Бычков считал последствием кризиса церковной жизни в России XIX века. Он обращал внимание, что епископ Игнатий (Брянчанинов), лично знакомый с автором апокрифа, считал, что относиться к нему следует с особой осторожностью.
Со второй половины XVIII века странничество начинает утрачивать своё символическое значение, а с середины XIX — перестаёт быть массовым явлением (тем не менее скульптор Сергей Конёнков писал о каликах как о реальных персонажах своего детства: многие из них были слепыми, их сопровождал поводырь — мальчик или девочка, они исполняли под аккомпанемент трёхструнной лиры в деревнях песни о Лазаре, Егории или блудном сыне, слушавшие их часто плакали).

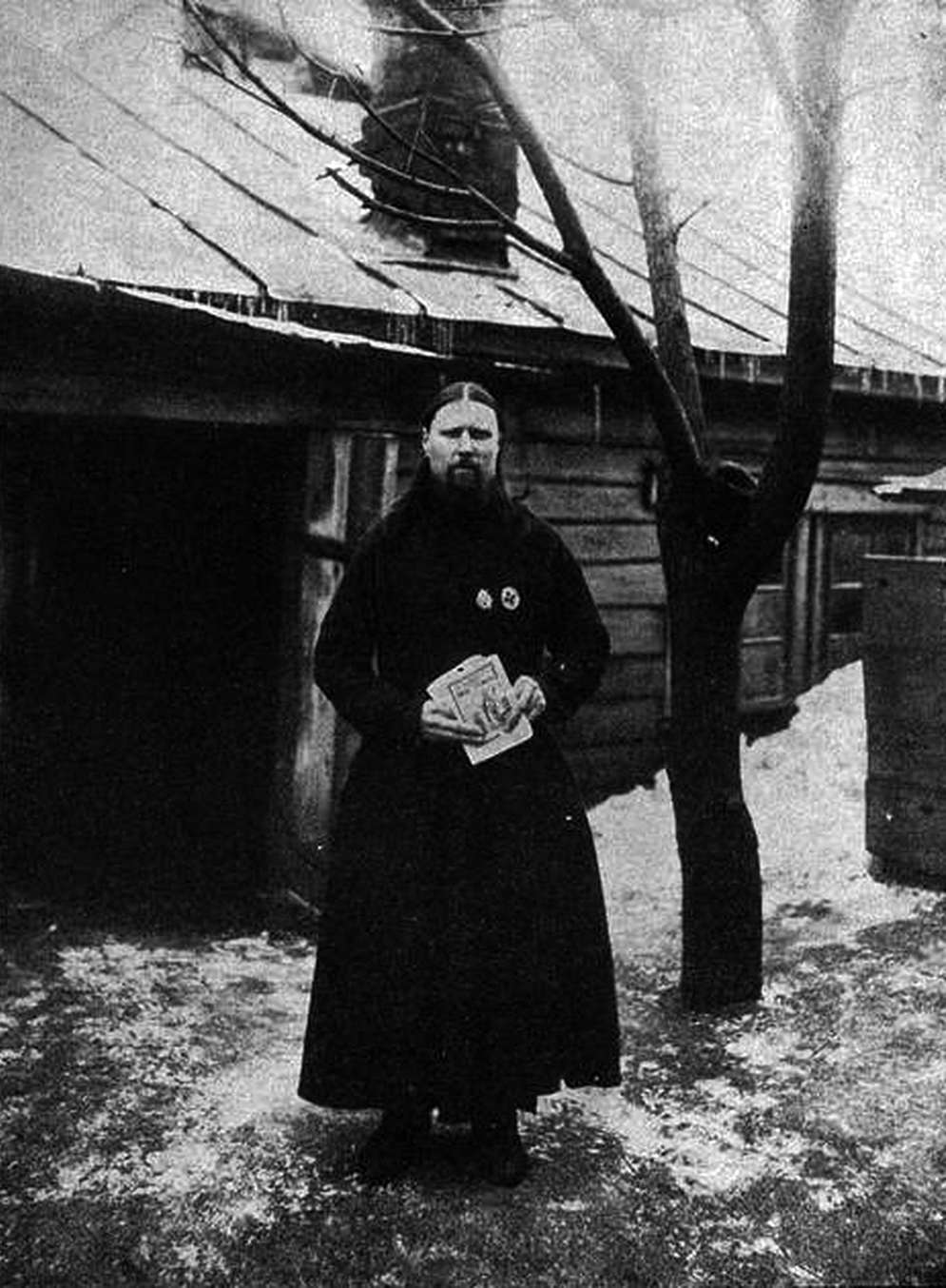
Карл Булла. Странник Антоний (1911) — наиболее известный и неоднозначный странник в правление Александра II и Александра III

Владимир Коршунков утверждал, что крестьянин-домохозяин в XIX веке «едва ли мог позволить себе роскошь долго бродить по святым местам». Странниками чаще всего становились члены его семьи — сын, отец, пожилая тётушка или двоюродная сестра — старые девы. Уходивший в странствие вполне состоятельный человек, став странником, готов был принять правила поведения «божьего человека». Они делали его похожим на нищего. Поэтому странники часто растворялись среди деклассированных элементов. Даже полностью способный обеспечить себя странник в пути не имел права брезговать подаянием и обязан был, по словам Коршункова, «прибедняться». Коршунков приводил в своей статье слова Александра Дюма (отца), путешествовавшего на Валаам, о неприглядности странников, но объяснял их не реально тяжёлым материальным положением этих людей, а желанием соответствовать ожиданиям общества увидеть в странниках «утрированно-богомольное, приниженное поведение, демонстрацию своей „нищеты“ да „убогости“». Само преодоление тягот воспринималось как неотъемлемая черта странничества. Поэтому имеющий деньги на лошадь странник шёл пешком, а по морю продвигался не на паруснике, а на вёслах.
В настоящее время религиозное странничество практически отсутствует. Служители церкви отзываются о нём «с большой долей скепсиса». Игорь Смирнов считал, что странничество было уничтожено в период советского тоталитаризма, но по его мнению, говорить следует «о том, что оно пала жертвой не только полицейских мероприятий (введение паспортного режима и т. п.), но и самоликвидации: достаточно вспомнить о том, что во главе соцреалистической литературы встал Максим Горький, когда-то воспевавший „босяков“, или о том, что о перевоспитании беспризорников писали авторы, сами ещё недавно числившиеся таковыми (например, Л. Пантелеев и Г. Белых в „Республике Шкид“)». Уничтожению странничества предшествовало появление в стране массы беспризорников в годы Гражданской войны. Беспризорники не выполняли «культурогенерирующей функции», но играли деструктивную роль в обществе.
Виктор Коровин странника петербургского периода русской истории называл «русским скитальцем» и считал его «модификацией странника, жаждущего действия, но сломленного, бегущего из города, стремящегося уйти из цивилизации как существо, не нашедшее себе полезного дела». «Святое беспокойство», характерное для скитальца, по мнению исследователя, не было свойственно Древней Руси. Странничество с острыми приступами покаяния и религиозной тревоги также стало, по мнению Коровина, признаком именно нового времени. Виктор Коровин отмечал резкое изменение самого характера подобного странничества: движение бегунов для него — массовое скитание по «пустыням», сопровождаемое шумными проклятиями и анафемами. Состав бегунов формировался, по его словам, «за счёт легковерных и экзальтированных проповедников с расшатанной нервной системой».
Доктор филологических наук Золтан Хайнади относил возникновение типа скитальца в противовес страннику к концу XVI — началу XVII веков и связывал с бурными событиями Смутного времени. Распространение этого явления связывалось им с реформами Петра I, расшатавшими традиционный быт. Он считал, что с этого времени скитальчество вышло за пределы мужицкого быта и охватило дворянство и разночинные слои общества.
Священник Сергей Сидоров выделил три пути русского странничества в новое время (Виктор Коровин относил к странничеству только последние два):
- Путь из Церкви в желании создать свою собственную религию. Он характерен для русских пантеистов, «увидевших в природе великую тишину и поклонившихся этой примирённости, как самому Богу, считающих бури природные вечной необходимостью всего окружающего их мира».
- Путь русских интеллигентов — аскетов с пробудившейся совестью, жаждущих веры, но не способных её обрести. Они «мечутся от монастырских келий к озеру Светлояру».
- «Светлый путь странничества ради самого странничества» во имя Христа с радостью и уверенностью, что «эта дорога земная подымется к небу и сольётся со светлой дорогой надзвёздной».

При этом Сергей Сидоров, в отличие от других исследователей, считал временем отсчёта истории странничества на Руси не средневековье, для которого, по его мнению, характерно паломничество, а именно XVIII век: «Взяв начало от подвига паломничества в святые места, подвиг странничества провозгласил святость всего мира. Странники не знают в пределах этой жизни цели своего странствия».

## Культура странноприимства

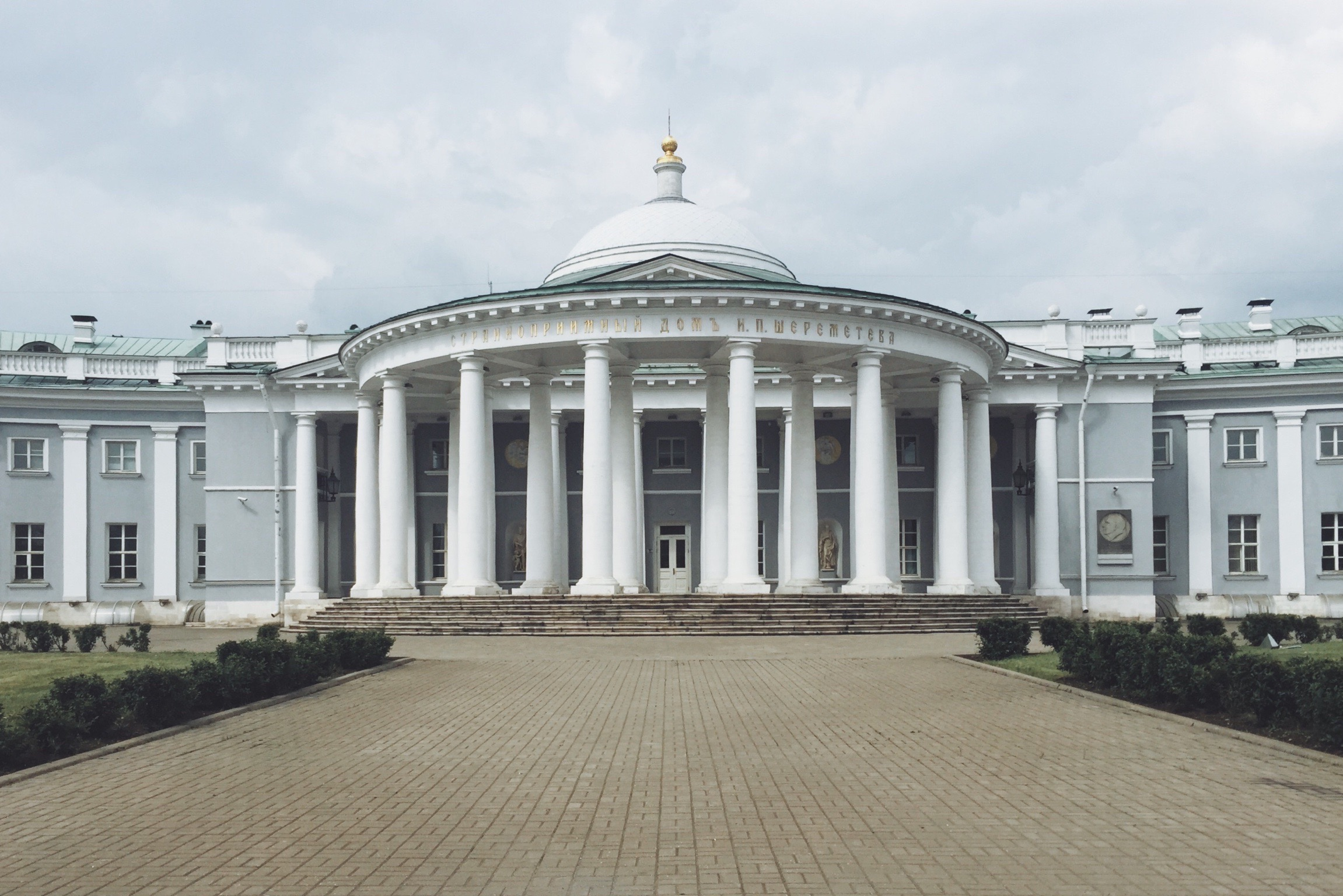
Странноприимный дом графа Николая Шереметева, открыт в 1810 году

Приход странника освящал дом, в котором его принимали. Православный человек считал себя обязанным при любых обстоятельствах оказать помощь страннику. В некоторой степени «воспламенить свечу сострадания и доброты» — «смысл нравственного подвига странника». Простой русский человек приглашал к себе странника в дом переночевать, а богатые люди строили целые «странноприимные дома», не предназначенные для извлечения коммерческой выгоды. Так, у Владимира Даля есть определения: «Страннолюбный человек, страннолюбивый, кто охотно принимает и покоит странных, прохожих, пришельцев, скитальцев или бродяг богомолов… Странноприимный дом, богадельня, приют для калек, нищих».
В отличие от нищего странник получал не только подаяние на жизнь, но и «жертву на святые места». Было принято оставлять странников на ночь, чтобы расспросить об увиденном. В число вопросов входил и маршрут, чтобы в случае необходимости можно было бы повторить его. В ходе рассказов в подтверждение странник обычно показывал артефакты: образки и камешки из святых мест, щепочки от Гроба Господня и частицы мощей святых. Допускалась продажа подобных предметов. Кроме рассказов о пройденном пути, странник читал духовные стихи, пересказывал «социально-утопические легенды» (об «избавителе», Беловодье, Китеже…). Татьяна Щепанская утверждала, что разговоры странников были ориентированы в первую очередь на женскую аудиторию — в их репертуаре преобладали жалостливые песни и рассказы о Богородице, а в обличениях преобладали женские грехи. Специфическими жанрами странников были «обмирания» (сообщения о временной смерти, после которой вернувшийся к жизни человек рассказывал о путешествии в стране мёртвых), слухи (они касались кризисных событий в настоящем или будущем, особое место среди них занимала эсхатология) и видения. Два статуса странника — знахарь и пророк способны были обеспечить ему власть над семьёй или общиной, оказавшей ему гостеприимство. Татьяна Щепанская относила такие случаи к кризисному управлению.
В святых местах в дни праздников для странников накрывали столы, за которым можно было не только покушать, но с которого можно было и набрать продовольствие на дальнюю дорогу. Считается, что Святой Феодосий, ставший игуменом Киево-Печерской лавры после её основателя — святого Антония, создал первый на Руси странноприимный дом. Большую часть своей жизни провёл в странствиях святой Паисий Величковский, что наложило отпечаток на его взгляды. Отношение его к странничеству при этом было двойственным. На территории монастыря в Драгомирне на территории современной Румынии, которым он руководил с 1763 по 1775 год, было сразу два странноприимных дома: один — внутри монастыря, другой — вне его стен, предназначавшийся для тех, кто пришёл со своим скотом. В то же время Паисий размышлял над проблемой ограничения доступа странникам в монастырь, так как многочисленные богомольцы отвлекают монахов на мирские дела, а настоятель может впасть в искушение оказывать особое внимание знатным паломникам в ущерб братии или заниматься только братией и мало внимания уделять странникам. Резко негативную характеристику обычаю подаяния на Руси дал в своей книге «Нищие на святой Руси» (1862) российский этнограф Иван Прыжов. Он утверждал, что домовитый крестьянин никогда не отправится в странничество, и оно является уделом нерадивых людей, а благотворительность, ограничивающуюся только милостыней без реальной социальной поддержки неимущих, изменяющей их статус, воспринимал как ханжество.
Наиболее известный странник рубежа XIX и XX веков Василий Босоногий, лично знакомый с императорской семьёй и находившийся с ней в многолетней переписке, собрал крупную сумму денег и построил в родном селе Надеждино двухэтажный каменный странноприимный дом. Подробный рассказ о традиции странноприимства в России XIX и начала XX веков содержится в книге Сергея Сидорова. Он обращал внимание на то, что бывали случаи открытого преследования странноприимцев светскими властями. Матрёна Попова устроила гостиницу для странников в Задонске в правление Николая I. Несколько раз она оказывалась в тюрьме, так как давала приют беспаспортным странникам, её избивали жандармы, «обвиняя в покровительстве запрещённому властями подвигу юродивых».

## Исследование темы русского странничества

### До 1917 года

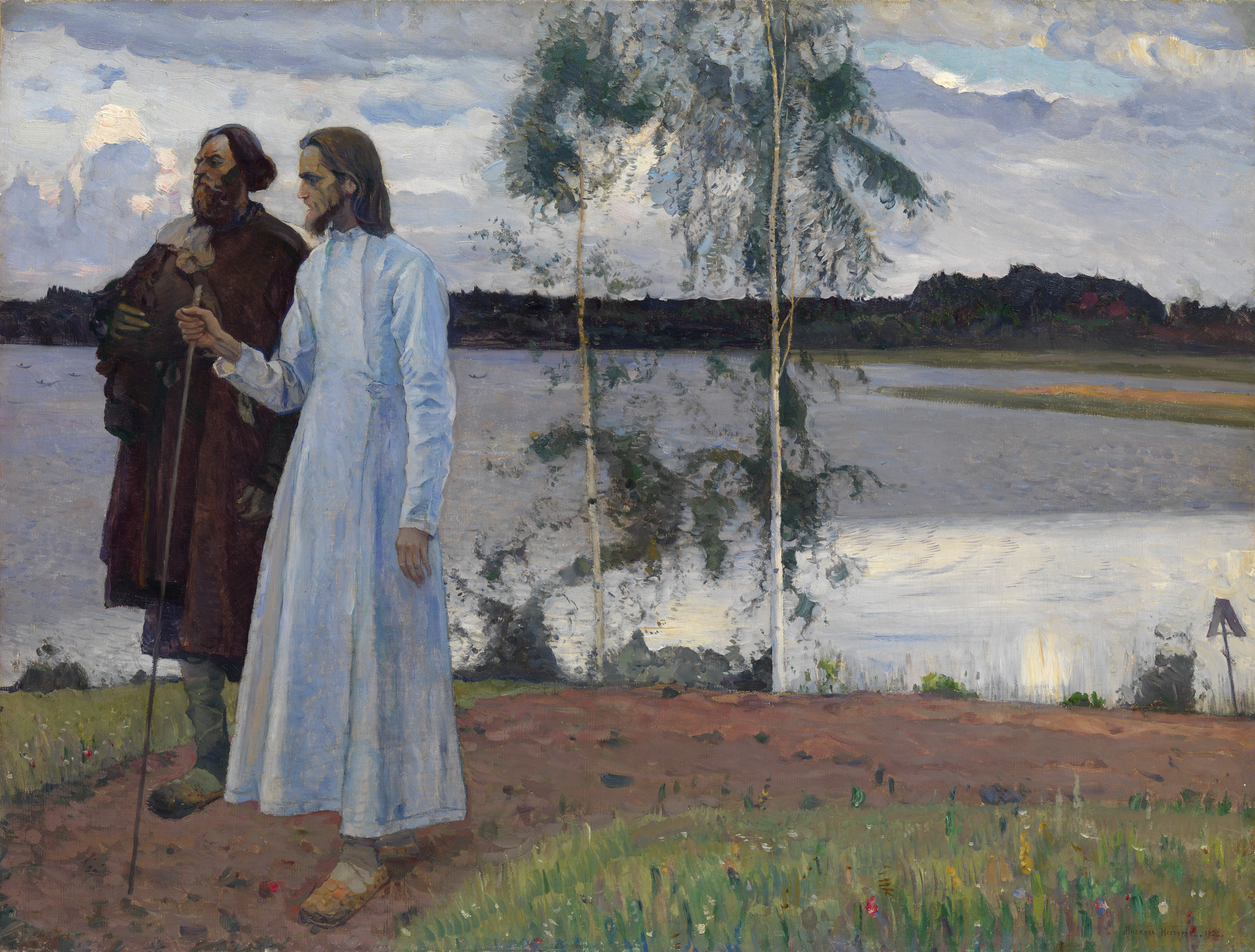
Михаил Нестеров. Путники. За Волгой, 1922

До Февральской революции русское странничество было мало интересно научному сообществу. Эта тема заинтересовала лишь отдельных путешественников, бытописателей, этнографов и фольклористов. Некоторые из них, например, Сергей Максимов, сочетали наблюдения, анализ документов с «разнообразием форм повествования», описывая организацию странников, их повседневный быт, нравы, психологию и мировоззрение. Странникам он посвятил главу «Богомолы и богомольцы» в книге «Бродячая Русь Христа-ради». Среди наблюдений Максимова: маршрут странника определялся в значительной степени чужими поручениями, часто он выбирал только «дорогу, которая удачно захватывала бы все заказанные места» для посещения: сумка его «была набита чужими поминальниками»; кроме собственных денежных средств в его распоряжении были и обетные деньги, зашитые обычно в подряснике и поясе. Сам автор достаточно низко оценивал странников. По его словам, их «в отрочестве считают и называют полудурьем и отчитывают матери при помощи знахарей, а в юности считают испорченными баженниками». По его мнению, «странник опасен (а может быть, и полезен), что ходит он по всему белому свету, носит он молву всякую: и худую, и добрую. Житье ему раздольное и беспечальное… Нет ни одного на Руси людного богомолья, где бы не мелькали эти посохи с набалдашниками, эти неопределенного покроя отрёпанные халаты, где бы не раздавались искусственные книжные речи, приправленные перевранными текстами Писания и всякою несообразной доморощенной ложью».
Доктор исторических наук Елена Дутчак даже с иронией писала, что самое раннее, претендующее на научность подхода, исследование (оно опиралось, в частности на анализ текстов сочинений странников-бегунов, о чём свидетельствуют выписки из них, сохранившиеся в следственном деле) странничества было предпринято специальной комиссией Министерства внутренних дел Российской империи, проводившей в 1850-е годы следствие по делу секты бегунов. Докладные записки её членов привели к закреплению официальной оценки странничества «как явления антигосударственного и антиобщественного», которое носит ярко выраженный политический характер.
Негативно высказывался о радикальной практике странничества архимандрит Феодор (Бухарев), профессор Московской духовной академии, а затем Казанской духовной академии в середине XIX века. Он писал: «которые [странники] самою мыслию о небесном отечестве злоупотребляют до того, что бросают занятия, отношения и обязанности настоящей жизни и предаются праздному скитальчеству. И эта ложь нередко дознается самою гибелью людей!». При этом он приводил примеры «земного странника, соблюдающего вместе и благодать пребывания в духовном доме Отца Небесного», которые должны были, по его мнению, служить практическим руководством для верующих. Почётный член Петербургской духовной академии, протоиерей Евгений Попов целую главу своей книги «Нравственное богословие для мирян» (1876) посвятил «Ложному странничеству». Он обличал тех, кто, «Раз побывав у святых мощей и по святым местам… стремятся к богомольям снова, и некоторые почти целую жизнь так-то странствуют… Чтоб не работать дома и пропитываться на чужой счет… чтобы иметь разнообразие к своей жизни, видеть постоянные перемены лиц и местностей». Он обвинял их в торговле ложными святынями, в неопрятности и в тайных пороках.
Отдельные размышления об этом явлении встречаются в трудах религиозных мыслителей Николая Бердяева, Василия Розанова, Льва Шестова. В их текстах странничество представало как духовный феномен, «обнаруживаемого в различных слоях народа и выражающего сокровенные черты характера русского человека». Ряд богословов и историков церкви затрагивали в своих работах философско-религиозную составляющую странничества. Бердяев писал о странниках: «Странничество — очень характерное русское явление, в такой степени незнакомое Западу. Странник ходит по необъятной русской земле, никогда не оседает и ни к чему не прикрепляется. Странник ищет правды, ищет Царства Божьего, он устремлён вдаль. Странник не имеет на земле своего пребывающего града, он устремлён к Граду Грядущему». Философ различал физическое и духовное странничество. В последнем он видел «устремлённость к бесконечному», «ожидание, что всему конечному наступит конец, что окончательная правда откроется, что в грядущем будет какое-то необычайное явление». Бердяев считал его свойственным людям из народа и людям высшей культуры.
Русский философ Серебряного века Иван Ильин писал:

Нам нельзя не странствовать по России; не потому, что мы «кочевники» и что оседлость нам «не даётся»; а потому, что сама Россия требует, чтобы мы обозрели её и её чудеса и красоты и через это постигли её единство, её единый лик, её органическую цельность; и более того: чтобы мы научились, созерцая её, видеть Бога — и в её природе, и в её истории, и в осевших гнездах её праведности (от Киевской Лавры до Китежа, от Соловков до гор Кавказа).— Иван Ильин. О тьме и просветлении. Книга художественной критики. Бунин — Ремизов — Шмелёв
В анализе высказываний Льва Шестова о странничестве некоторые исследователи ориентируются на своё понимание своеобразия национального самосознания философа. Кандидат философских наук Юрий Халтурин воспринимает его как представителя еврейского миросозерцания и его суждения о странничестве, отталкиваясь от этого, воспринимает как реализацию архетипа Авраама («странничество, инаковость, пространственная модель пустыни и пути»). Философия странников Шестова, в трактовке Халтурина, — это отрицание любых убеждений и разрушение мировоззрения, «но не для того, чтобы построить новые [убеждения] или вернуться к старым: „Нужно, чтобы сомнение стало постоянной творческой силой, пропитало бы самое существо нашей жизни“», бесконечное путешествие «по пустыне мысли и сомнения» «не в поисках абсолютной истины и окончательных ответов, а в поисках понимания и удивления непостижимым и неведомым тайнам бытия».
Среди работ рубежа веков выделяются работы Ивана Пятницкого «Секта странников и её значение в расколе» (1906), в которой в качестве источников были впервые привлечены религиозные сочинения самих странников-бегунов, и Николая Ивановского «Экспертиза о секте странников или бегунов» (1897), развеявшего слухи о ритуальных убийствах в общинах бегунов. Они были посвящены догматическим, обрядовым особенностям странничества и их социальной организации.

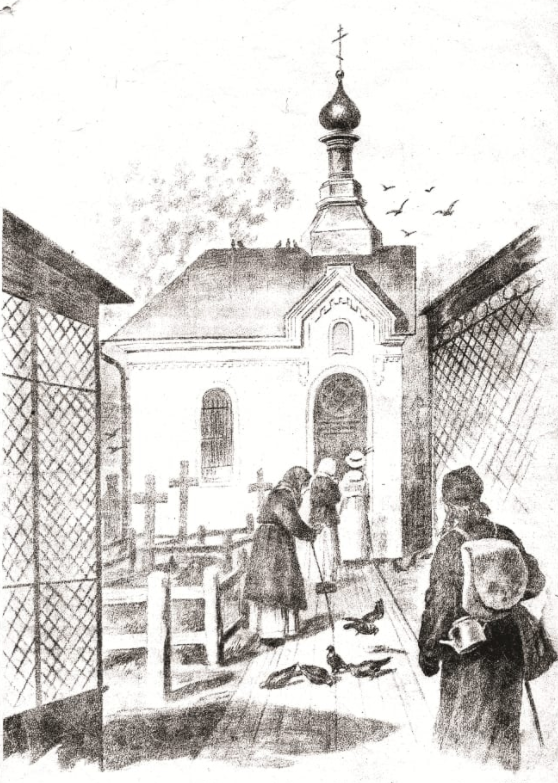
Неизвестный художник. Часовня над могилой Александра Крайнева, 1911

На рубеже XIX и XX веков были изданы достаточно подробные биографии отдельных странников (среди них: Матроны Петербургской, Василия Босоногого, Ксении Петербургской, Александра Крайнева), однако их авторы не ставили перед собой задачу анализа русского странничества как особого феномена. Автор жизнеописания Александра Крайнева, известный в своё время журналист и литератор Николай Животов, писал, что собирал факты и данные о жизни странника в Вологде, Петербурге и Москве, чтобы «представить более или менее полную картину редкого в наши дни подвижничества».

### Странничество в марксистской историографии
Некоторый интерес проявили к наиболее радикальным религиозным странническим движениям ранние учёные-марксисты, с точки зрения Елены Дутчак, «первыми поместившие историю странничества в контекст российского процесса модернизации»:
- Для лидера меньшевизма Георгия Плеханова странничество было формой народного самосознания.
- Для доктора исторических наук Николая Никольского странничество возникло как результат государственной политики секуляризации и закрепощения.
- Доктор исторических наук Владимир Бонч-Бруевич рассматривал странничество как «частное проявление классовых противоречий в доиндустриальных обществах».

В советской научной литературе более позднего времени вопрос о русском странничестве по идеологическим причинам совершенно не поднимался. В трудах зарубежных историков XX века идея странничества воспринималась как категория мировоззрения средневекового человека. Единственной попыткой глубокого анализа русского странничества могла стать книга священника Сергея Сидорова «О странниках русской земли», однако он погиб в ходе репрессий 1930-х годов, а книга так и осталась незаконченной. Она была опубликована лишь спустя десятилетия. Доктор исторических наук Марина Громыко подробно в своей монографии «Традиционные нормы поведения и формы общения русских крестьян XIX в.» (1986) рассказывает о паломничестве у русских крестьян, но лишь вскользь упоминает существовавшее в то же время странничество. В следующей своей книге «Мир русской деревни», вышедшей в 1991 году, она несколько расширила объём информации о странничестве

### Изучение феномена странничества в современной российской науке
В начале 1990-х годов возник устойчивый интерес к феномену русского странничества, он появился как среди историков, философов и искусствоведов, так и среди богословов. Однако внимание в то время привлекли лишь поздние и достаточно радикальные в религиозном отношении секты, связанные со странничеством. Так, например, доктор исторических наук Елена Дутчак опубликовала монографию «Из „Вавилона“ в „Беловодье“: адаптационные возможности таёжных общин староверов-странников (вторая половина XIX — начало XXI в.)» (2007).
Серьёзная исследовательская работа над темой странничества началась в XXI веке. Русское странничество стало восприниматься как реальная альтернатива цивилизационной экспансии, как проект преображения мира, а также как моральный протест против смертности человека. В статье 2010 года, опубликованной в журнале «Культурология», доктор философских наук Даниил Дорофеев, однако, всё-таки писал: «феномен странничества не подвергался ещё отдельному самостоятельному изучению».
В 2009 году Виктор Коровин защитил кандидатскую диссертацию «Нравственные основания русского странничества». Странничество он рассматривал как «пограничное явление, связанное с выбором „доминантных“ установок поведения на пути практического постижения добра». Странник не хочет жить в состоянии «усреднённости», пытается полностью реализовать свой духовно-нравственный потенциал, имеет религиозно-восторженного склад личности. Странничество — «органический синтез внешнего и внутреннего». Если первое — путешествие в пространстве, то второе — преодоление трудностей материального плана и отказ от жизненного «успеха» ради ценностей высшего порядка.
Более активно, чем анализ самого феномена, в 2000-х годах поднимались в диссертациях проблемы отражения странничества в русской культуре. Таким проблемам посвящены, например, кандидатские диссертации Сергея Ильина «Странничество в позднесоветской художественной культуре: поэтика и репрезентация» (2013), Натальи Лау «Мотив „духовного странничества“ в прозе русской эмиграции: И. С. Шмелёв, Б. К. Зайцев», Андрея Прошунина «Образ-концепт Странника в раннем творчестве М. Горького: Генезис и типология» (2005)… Тем не менее, ставился вопрос о необходимости систематизации выводов появившихся научных работ, привлечении новых архивных источников, выявлении универсального смысла русского странничества.
Особым направлением в исследовании темы стала повседневная жизнь странников. Кандидат исторических наук Татьяна Щепанская опубликовала в 2003 году монографию «Культура дороги в русской мифоритуальной традиции XIX—XX вв.», а кандидат исторических наук Владимир Коршунков в 2015 году издал книгу «Дорожная традиция России. Поверья, обычаи, обряды». Среди проблем, поднимаемых этими книгами: способ передвижения, особенности питания, трудности — добровольные и вынужденные, особенности общения с окружающими, одежда (так, Владимир Коршунков писал, что после смерти в 1850 году странника Андрея Юхнёва остались паспорт, полушубок, сапоги, сума, две костяные ложечки и очки, а также азям — верхняя одежда простолюдинов этого времени). В монографии 2005 года «Приходская жизнь русской деревни. Очерки по церковной этнографии» Татьяна Бернштам исследовала странничество как элемент повседневной жизни православного прихода.
Проблемой исследования странничества является малое количество документов, созданных самими участниками этого движения, которые имеются на руках современных учёных. Наряду с другими причинами к этому привели суровость законодательства Российской империи по отношению к странникам и репрессивная политика советской власти.
Понятие странничество привлекается к анализу сугубо современных общественных явлений. Кандидат философских наук Ирина Терентьева анализировала специфику «цифрового кочевничества», которое понимает, в соответствии с точкой зрения канадского культуролога Маршалла Маклюэна как «собирателей знания» в интернете. Она выделила две принципиальные их особенности: «а) ориентация на новый уровень свободы как разрыв с привычными формами социальности; б) использование технических (высокотехнологичных) посредников в „функциональной“, деловой и социальной коммуникации». В связи с этим она сравнивала цифровых кочевников с уже существующими понятиями: странники, бродяги, плуты. «Кочевник» и «странник» (с его поисками правды и Бога), по мнению Терентьевой, противоположны по мотивации деятельности, но их объединяют «легальность деятельности и принадлежность к определённой традиции». «Плут» и «бродяга» существуют за рамками закона, «плут» имеет иные цели в сравнении со всеми другими типами, но мимикрирует под них.
Попытку сравнения различных взглядов на странничество и его отражение в русской культуре предприняли доктор филологических наук Александр Шунейко и кандидат культурологии Ольга Чибисова в статье «Странничество в научных исследованиях XXI века», опубликованной в 2020 году в «Международном журнале исследований культуры». В заключение своего обзора они утверждали: «единый знаменатель для восприятия странничества как целостного феномена в исследованиях отсутствует». Авторы статьи отмечали, однако, существующую тенденцию к детализации анализа этого явления. Эта детализация, по мнению авторов, позволяет говорить о структурных характеристиках странничества.

## Отражение темы странничества в русской культуре

### Влияние на формы общественной жизни и творческой деятельности
Доктор филологических наук Валентина Маслова рассматривала странничество с трёх различных позиций: А) с точки зрения аксиологии, как ценность (цель, ориентирующая человека в его деятельности и детерминирующие нормы его поведения), Б) с позиции когнитивной науки, как концепт («ментальный способ репрезентации действительности в коллективном сознании»; он является носителем информации и выражен в виде знаков) и В) с точки зрения поэтики, как образ («указание на понятие через другое понятие… для которого этот признак не типичен, не существенен, даже не реален, но именно он рождает множество ассоциаций, пробуждающих работу воображения»).
Игорь Смирнов рассматривал значение странничества для российской культуры в широком смысле и относил к нему такие явления, как появившиеся под его воздействием национальные формы революционной работы (Хождение в народ в 1874 году), образ жизни русской интеллигенции (уход Льва Толстого из Ясной Поляны, инсценировка бездомности Владимиром Набоковым в конце жизни); особые формы организации творческой деятельности («Товарищество передвижных художественных выставок»), идеализация жизни кочевников в академической науке (в работах Николая Ядринцева), даже терминология в литературоведении (учение Александра Веселовского о бродячих сюжетах). Евгения Фаленкова свою диссертацию на соискание учёной степени кандидат философских наук посвятила именно проблеме странничества Льва Толстого. Первый раздел её работы — феномен странничества в философско-культурной жизни России и особенности его трактовки Л. Н. Толстым. Второй раздел — проблема экзистенциального самосознания странника в творчестве писателя.
Виктор Коровин утверждал, что «в рамках идентификации русской интеллигенции наиболее творческие её представители были воспеты как странники». В качестве примера он приводил первого оригинального представителя философии в восточно-славянских землях Григория Сковороду, который воспринимался потомками как странник, а его страннический посох стал «подлинным символом всей русской мысли». Русский публицист и беллетрист, корреспондент газеты «Новое время» на Балканском полуострове в ходе русско-турецкой войны 1877—1878 годов Евгений Кочетов с лета 1884 года принял творческий псевдоним «Русский странник».
Тема странничества вошла не только в произведения русской литературы, но и в жизнь их создателей. Лермонтовская энциклопедия отмечает: «странничество — устойчивый мотив творчества поэта, органически свойственный русской литературе вообще». Николай Гоголь утверждал о себе: «Я — странник… моё дело — только временный отдых на тёплой станции». Философ Василий Розанов называл Фёдора Достоевского величайшим русским странником, который довёл идею странничества до «истерики, муки, проклятий и той черты, где „вот-вот только ещё стёкла не полетели“». Сотрудница Гданьского университета Кинга Окрой, основываясь на очерке Зинаиды Гиппиус «Задумчивый странник. О Розанове», писала, что жизнь самого «Розанова-странника — это поиск в самом себе божественного элемента, а также попытка найти „золотую середину“ между своим внутренним и внешним мирами».

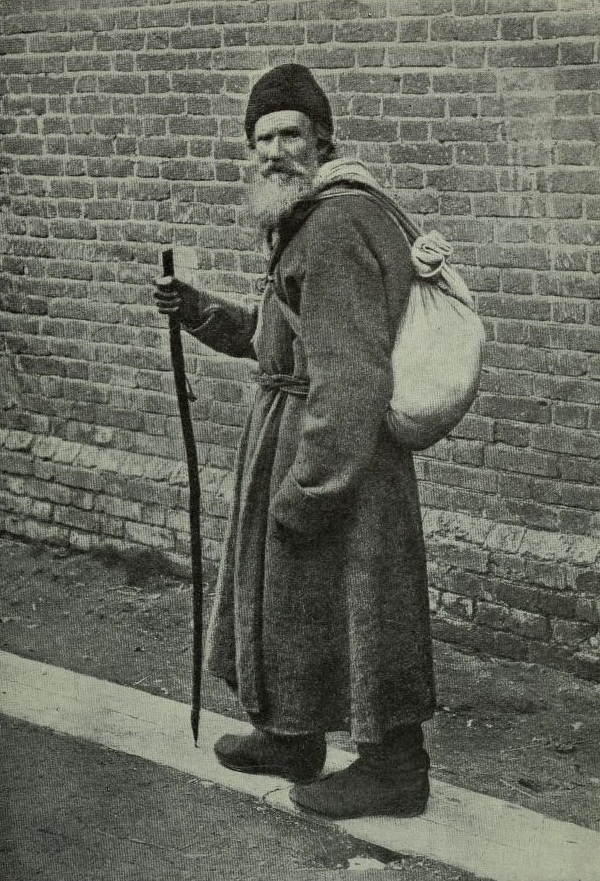
Фотография Льва Толстого

Лев Толстой не только в своих произведениях обращался к этой теме, но и сам завершил земной путь как странник. Кандидат культурологии Алла Конёнкова относила к духовному странничеству целый этап жизни и творчества художника Бориса Кустодиева и скульптора Сергея Конёнкова. Для первого из них, по её мнению, этот этап начался в 1912 году в связи с тяжёлым заболеванием позвоночника, обрёкшим его на почти полную неподвижность. Искусство и жизненная судьба художника с этого времени радикально расходятся — «Кривая оптимизма Кустодиева-художника растёт тем сильнее, чем трагичнее и безнадёжней состояние Кустодиева-человека. В живописи он ищет духовную опору». Духовным странничеством Алла Конёнкова считала и серию скульптурных и графических произведений на темы Ветхого и Нового Заветов Сергея Конёнкова, которые он создал в «американский» период творчества. Духовное странничество художника и скульптора для Конёнковой заключается в том, что разными способами оба они силой «„духовного творческого напряжения“ преодолевали временные и пространственные расстояния, воссоздавая в своих произведениях собственное понимание и видение православной Руси и её культуры».
Элеонора Лассан писала, что идея русского странничества как постоянного движения, не предполагающего достижения реальной цели, уже в советское время воплотилась в представлениях общества о коммунизме. Он, по её словам, «представлялся сияющей вершиной, достижение которой откладывалось на неопределённый срок — важно было строить его, идти к нему». Она отмечала, что как в эпоху сталинизма, так и в эпоху хрущёвской оттепели, перемещения человека на значительное пространство больше напоминали поход, чем путешествие, и были связано с преодолением большого количества трудностей.
Доктор исторических наук Елена Дутчак даже выделила особое направление в современной науке, интерпретирующее странничество как явление культуры. Оно исследует внутреннюю активность культурных символов, на которых базировалось странничество, а также их способность становиться моделью объяснения истории и современности.

### Отражение странничества на русских иконах

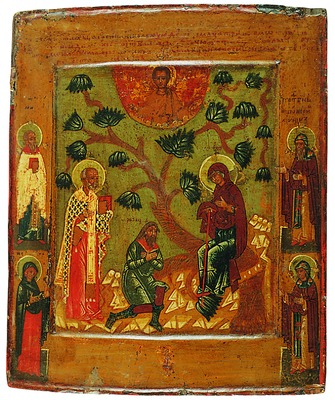
Беседная икона Божией Матери с избранными святыми на полях, конец XVI века

Протоиерей (позже — епископ Балашихинский и Орехово-Зуевский) Николай Погребняк в своей статье «Иконография путешествий» писал, что в православном сознании забота о странниках приписывается Богородице. Одна из наиболее древних икон получила наименование Одигитрии (греч. Οδηγήτρια), или Путеводительницы, она воспринималась на Руси как покровительница паломников и странников. В литературе встречается утверждение, что название Путеводительница закрепилось за ней из-за того, что она сопровождала невесту князя в опасном путешествии из Константинополя в Чернигов, но такое название иконы встречается в действительности за столетия до этого события, поэтому Погребняк предполагал, что император выбрал для своей дочери именно ту икону, которая должна была обеспечить успех путешествия.

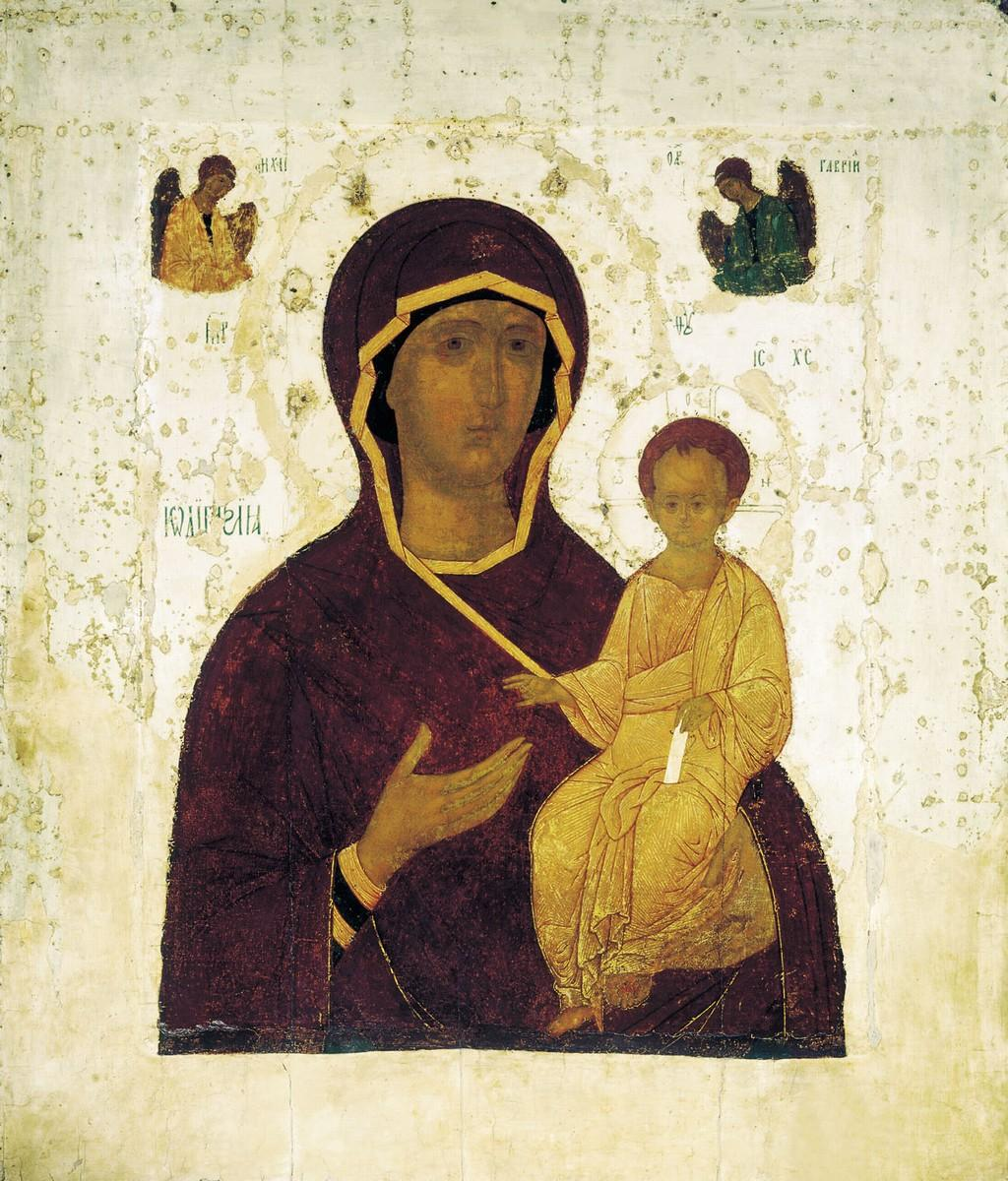
Дионисий. Одигитрия Смоленская, 1482

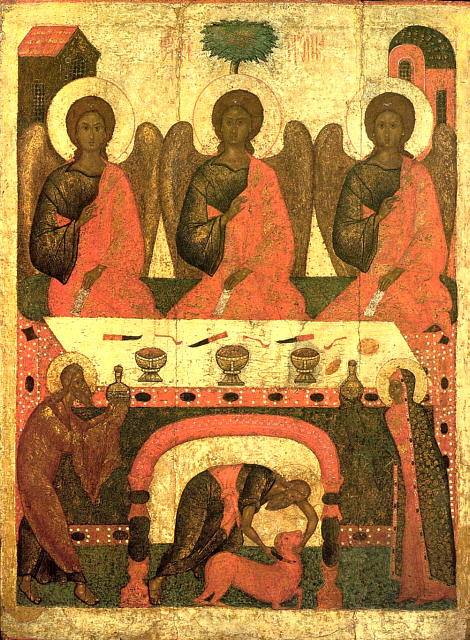
Святая Троица (изокефальное изображение ангелов), Псковская школа, XVI век

Наиболее известная из икон Одигитрии — Смоленская. Первый список (оригинал, по легенде, был написан евангелистом Лукой) её появился на Руси уже в середине XI века, когда византийский император Константин IX Мономах благословил этой иконой свою дочь — невесту князя Всеволода Ярославича. В русской иконописи тип Одигитрия является одним из самых распространённых. Общими чертами различных изводов являются: Богоматерь и Христос изображены почти фронтально, младенец сидит на левой руке Богородицы, лики их не соприкасаются. В левой руке Христа находится свиток, правая сложена в благословении. Изображение Богоматери обычно поясное, она поднимает правую руку к Христу. Из дошедших до нашего времени русских икон Одигитрии выделяется псковская икона конца XIII века, находящаяся в Третьяковской галерее. Находящаяся там же икона Одигитрии, датируемая 1397 годом, принадлежала Кириллу Белозерскому и находилась в его келье в московском Старом Симоновом монастыре
.
Существует целый ряд икон, изображающих Богородицу с таким традиционным атрибутом странника, как посох. Погребняк обращал внимание, что именно в таком образе предстала она в видении пономарю Юрышу перед окончанием постройки храма на месте обретения Тихвинской иконы Божьей Матери в 1383 году и Сергию Радонежскому. Он отмечал, что на иконах чаще всего изображались не странники, а паломники. Изображения паломнических процессий, «отправляющихся на недалёкое расстояние», известны по византийским иконам с X—XII веков. Среди изображений именно странников в русской иконописи Погребняк упоминал странствия ветхозаветных пророков, «которые, претерпевая все тяготы пути, шли туда, куда направлял их Дух Божий», примером он считал сюжет «вдова из Сарепты Сидонской встречает пророка Божия Илию» и «изображение Ангела, ведущего по пустыне отрока Иоанна».
В образе странников предстают ангелы на изображениях Троицы ветхозаветной. Декан факультета церковных художеств Православного Свято-Тихоновского гуманитарного университета и одновременно старший научный сотрудник Центрального музея древнерусской культуры и искусства имени Андрея Рублёва Александр Салтыков относил появление этого иконографического типа ко второй половине IV века и связывал его возникновение с борьбой вокруг Никейского Символа веры. Он воспринимал этот тип как иконографическое выражение Символа веры через равенство странников. Позже идея равенства ангелов-странников осталась доминирующей на Западе, дополнившись в V веке евхаристической символикой, которую приобрело изображение трапезы. В восточной традиции Салтыков выделял три основных варианта, различающихся по позициям левого от зрителя и центрального ангелов. Они связаны с различием в интерпретации отношения ангелов к праотцам. Салтыков отмечал, что изображение Троицы без праотцев в русской иконописи до XV века (до иконы Андрея Рублёва) встречается крайне редко (обычно это — изображения на произведениях мелкой пластики и миниатюры).
Широкое распространение Ветхозаветной Троицы ряд исследователей связывали с ростом опасности со стороны секты антитринитариев, которые ставили под сомнение троичность Бога. Доктор искусствоведения Вера Брюсова указывала, что, очевидно, икона такого типа могла быть на Руси храмовой иконой местного ряда в иконостасе, особенно в деревянном храме, находиться в алтаре, в также в центре деисусного чина (именно там, по её мнению, находилась рублёвская «Троица»), или даже над входом в храм. Доктор исторических наук Владимир Плугин писал «о земном отображении в виде трёх крылатых странников, беседующих у трапезы» трансцендентного мира. По его мнению, материальный мир и сфера сверхбытия находятся на иконе Рублёва «в таинственном, непостижимом сопряжении».

### В изобразительном искусстве конца XVIII—XIX веков

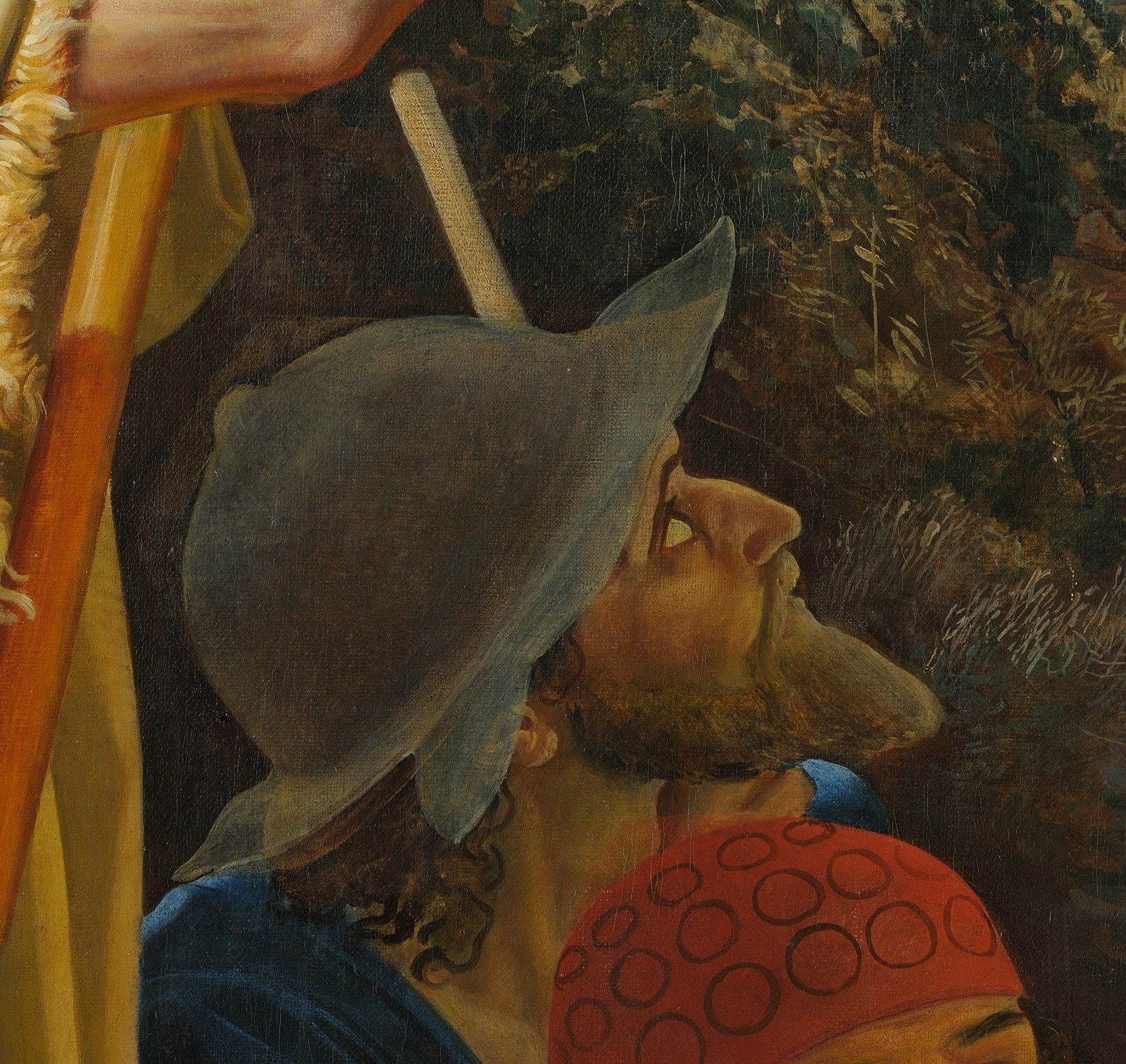
Александр Иванов. Сидящий странник с посохом (фрагмент картины «Явление Христа народу»), 1837—1857

По словам кандидата филологических наук Марины Балоновой, странничество — один из наиболее востребованных мотивов в русском классическом искусстве XIX века. Наиболее яркое выражение оно получило в работах и в самой деятельности участников" Товарищества передвижных художественных выставок.
Ко II половине XVIII века относится изображение странников художника Ивана Ерменёва (1770-е годы). Они выполнены акварелью в соединении с рисунком пером. Основной тон изображений серый, фигуры персонажей находятся на переднем плане. Главным выразительным средством служат мимика и жест, советский искусствовед Мария Холодковская обращала внимание, что рисунок у Ерменёва реалистический, но несколько заострённый. Художник подчёркивал бедность и старость персонажей.
В группе людей, находящихся вблизи Иоанна Крестителя на картине «Явление Христа народу» (1837—1857, Третьяковская галерея, инв. 8016, холст, масло, 540 × 750 см) крупного представителя академической живописи Александра Ива́нова, присутствует персонаж, которого автор полотна называл «странником» или «инкогнито». В собрании Третьяковской галереи также хранится этюд к полотну, получивший название «Путешественник», изображающий этого же «странника». Кандидат искусствоведения Николай Машковцев высказал предположение, что образ странника представляет собой автопортрет самого художника (этой же точки зрения придерживался позже, в частности доктор искусствоведения Михаил Алленов). Машковцев так описывал роль этого образа (Иванов-странник) на полотне:

Он — очевидец совершающегося исторического события, и эта роль, очевидца и художника в одно и то же время, без остатка поглощает его сознание; всё личное в нём молчит; на нём лежит обязанность и ответственность в художественных образах средствами живописи воплотить впечатления, чувства и мысли, вызванные созерцанием мессии. Образ «странника» как бы весь пронизан лучами счастья: чаяния людей осуществились.— Николай Машковцев. А. А. Иванов

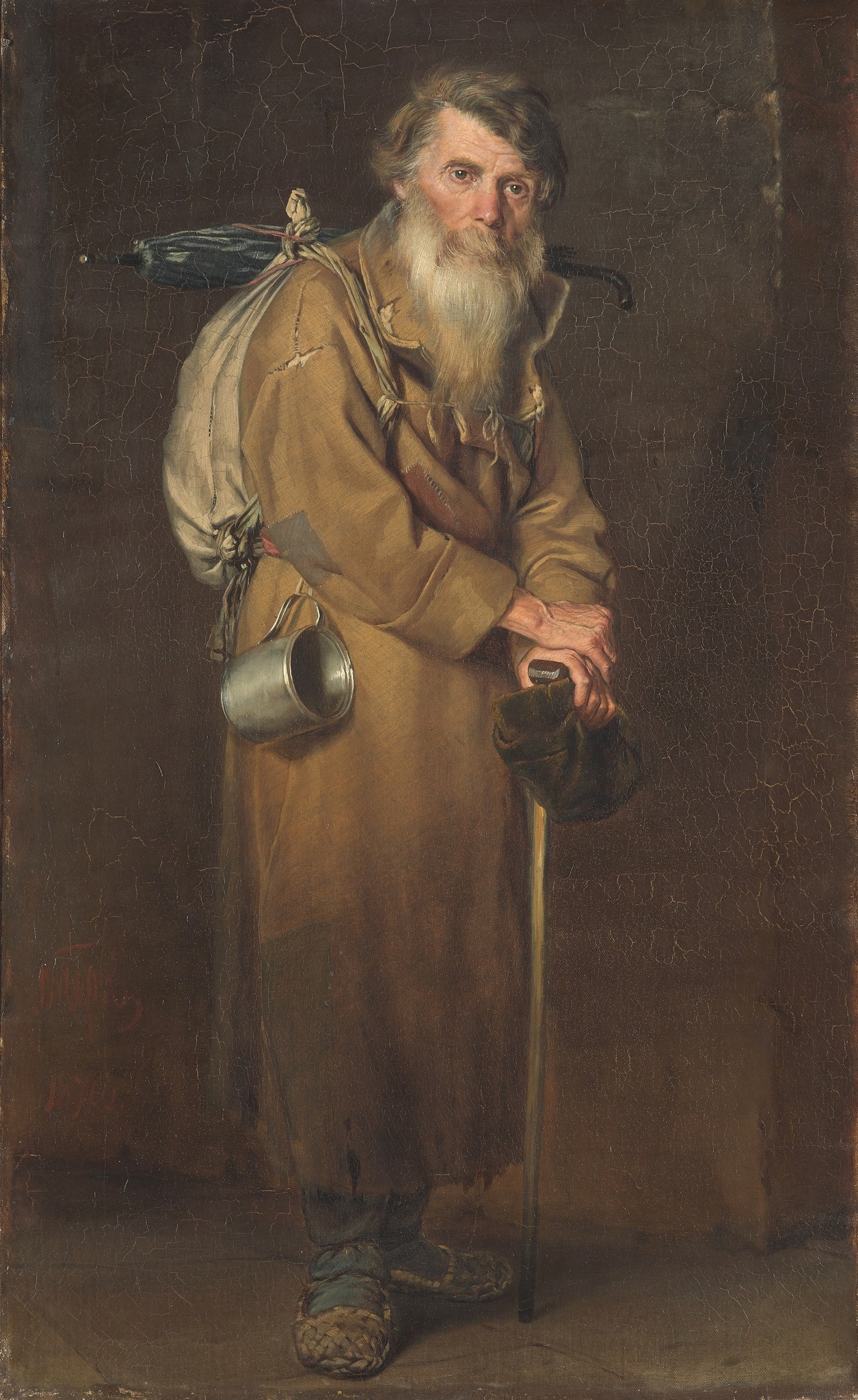
Василий Перов. Странник, 1870

По мнению советского искусствоведа Александры Амшинской, российский художник I половины XIX века Василий Тропинин запечатлел на полотне «Странник с палкой» (1847, холст, масло, 39,1 × 30,1 см, ГТГ) «образ бесправного и забитого русского мужика-горемыки». Она связывала создание этой работы художника с выходом в свет повести Дмитрия Григоровича «Антон-Горемыка» в том же 1847 году. Кандидат искусствоведения Елена Петинова отмечала, что «Странник с палкой» изображает, вероятно, мещанина или дворового человека, для которого характерны беззащитность, мечтательность и чудаковатость. Она усматривала общие черты этого персонажа с некоторыми образами «Записок охотника» Ивана Тургенева.
Советский искусствовед Алексей Леонов писал, что образ странника интриговал Василия Перова с 1851 года, когда он написал первую работу на эту тему. Ещё раз он обратился к этой теме в 1859 году (это полотно находится в Художественном музее имени А. Н. Радищева в Саратове). Самой известной работой на эту тему в творчестве художника стала картина «Странник» (1870, 54,7 × 89,5 см, холст, масло) из Третьяковской галереи. Леонов считал, что прообразом для этого персонажа стал герой рассказа самого писателя «Под крестом». Христофор Барский был пожилым дворовым помещика, а после отмены крепостного права стал странником. Описание его в рассказе, с точки зрения исследователя, полностью соответствует изображению на полотне: «высокого роста, но уже согнувшийся, как верхняя ветвь высокой ели», борода «цвета подержанного серебра», «грустные, как бы задёрнутые чёрным флёром или временем долгого страдания» глаза, «широкий с заплатами крестьянский кафтан цвета ржаного хлеба». Леонов отмечал благородство облика героя рассказа и картины. В облике странника он «страстное стремление к настоящей свободе русского человека».

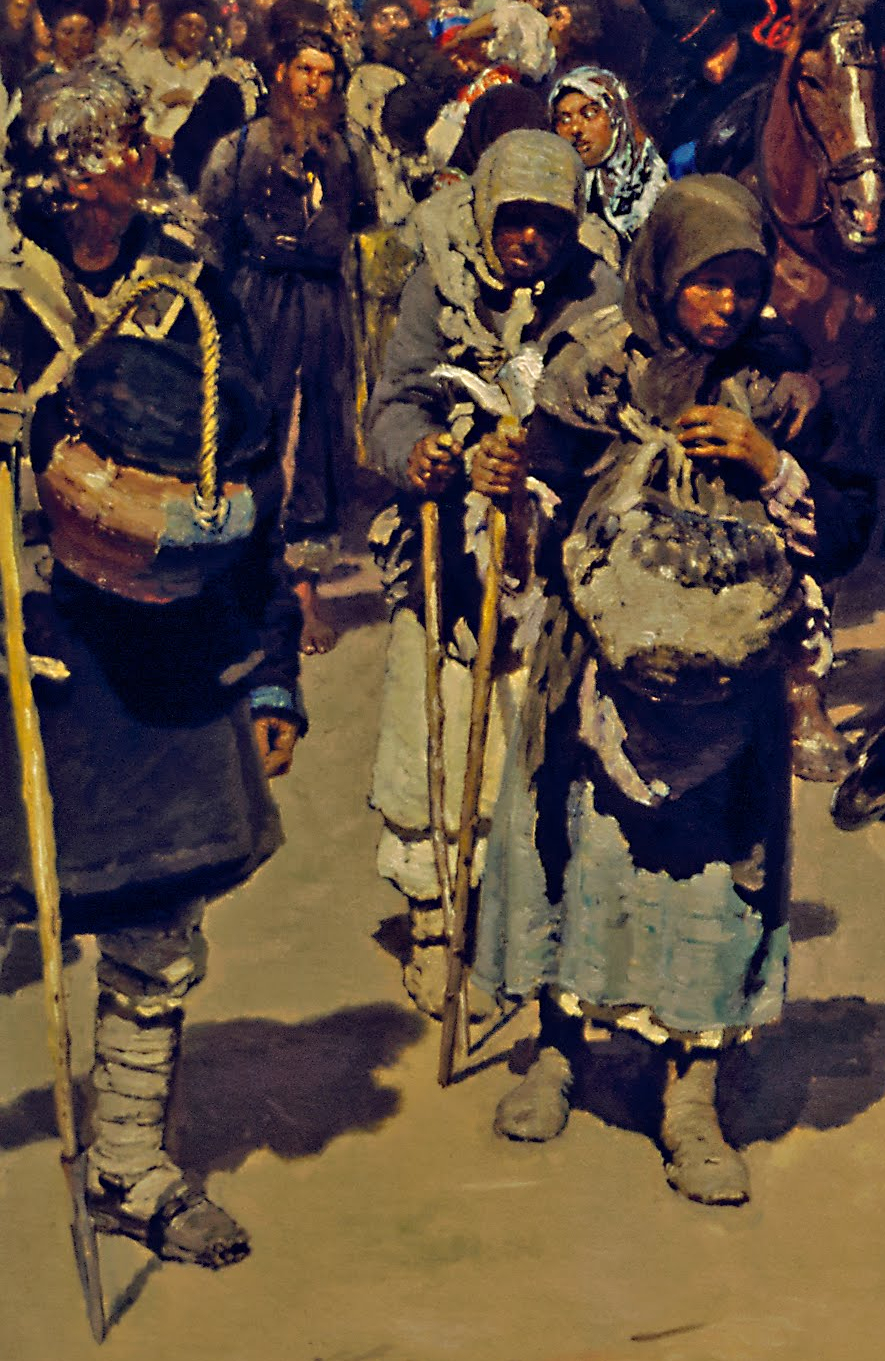
Странники и странницы на картине «Крестный ход в Курской губернии», 1880—1883

Леонов писал, что дворовые в условиях Великой реформы не получали земли, поэтому логично было бы предположить, что старики-дворовые пополнили ряды русских странников, а пореформенное время было эпохой увеличения численности страннического движения.
В своей книге воспоминаний «Далёкое близкое» (написана в 1915, опубликована в 1937 году) Илья Репин неоднократно упоминает странницу Анюту, приходившую в дом его родителей, а также пишет о ещё одной страннице из Санкт-Петербурга которая зимовала у них в Чугуеве. Художник утверждал: «Маменька её очень уважала — хорошая была она, благочестивая старушка… Кажется, маменька с ней переписывалась изредка». В 1875 году он написал небольшую картину «Странники», которую упоминал в письме к художественному критику Владимиру Стасову от 12 октября того же года. Летом 1881 года художник провёл на даче в Хотьково, работая над этюдами к картине «Крестный ход в Курской губернии» (1880—1883, Государственная Третьяковская галерея, инв. 738, холст, масло, 178 × 285,4 см). В письме к Павлу Третьякову (23 августа 1881) он писал: «Эту неделю я работал всё на солнце, с большим успехом: сделал самые трудные, во всех отношениях, этюды риз дьякона и причетника; да ещё интересный странник попался (мимо шёл); но зато ужасно я устал за эту неделю». Принято считать, что «странники и странницы, в лаптях и онучах, с палками и жезлами, с лямками и котомками, в сермягах и отрепьях» изображены художником в левой части картины. В коллекции Третьяковской галереи находится живописный этюд для картины «Богомолки-странницы» (1878, холст, масло, 73,3 × 54,5 см, инв. 5846, происходит из собрания промышленника Павла Харитоненко, поступил в музей 1925 году из Наркоминдела СССР).

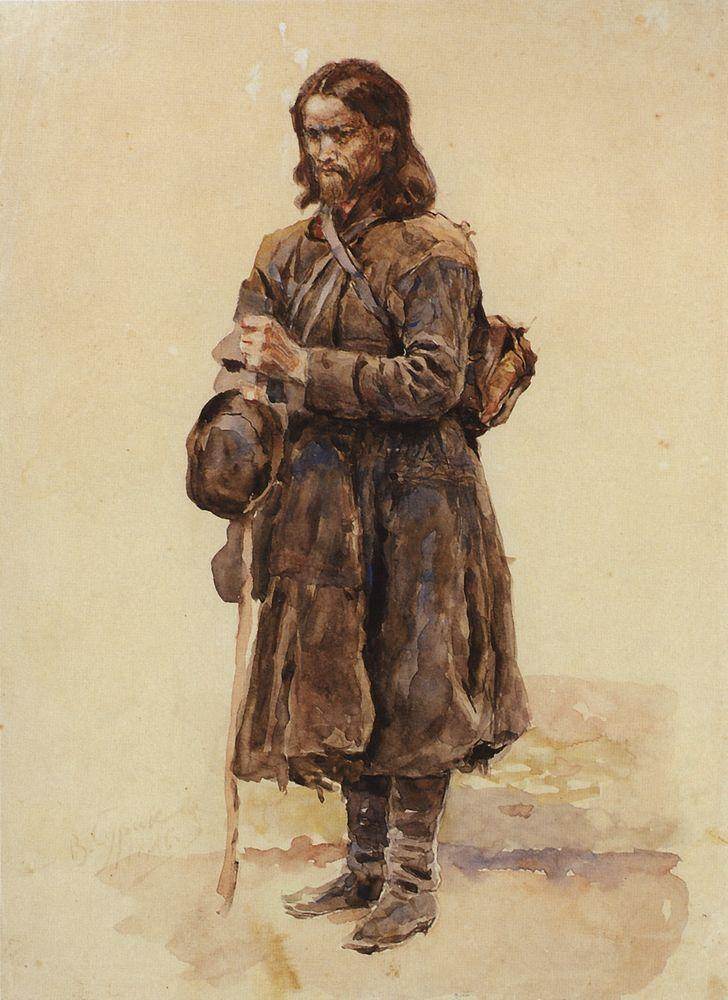
Василий Суриков. Странник (этюд к картине «Боярыня Морозова»), 1880-е

Василий Суриков на картине «Боярыня Морозова» (1884—1887, Государственная Третьяковская галерея, холст, масло, 304 × 587,5 см) изобразил себя в виде «смиренного странника»-старообрядца. На поясе у него широкий ремень, верёвки на груди поддерживают котомку, в руках у него посох — «знак утверждения, несгибаемости, старшинства». На поясе висит старообрядческая лестовка. О посохе, изображённом на картине, сам художник рассказывал так: «Богомолка одна проходила мимо с этим посохом. Я схватил акварель да за ней. А она уже отошла. Кричу ей: „Бабушка! Бабушка! Дай посох!“ Она и посох-то бросила — думала, разбойник я».
Образ странника в эскизах картины «Боярыня Морозова» появился в 1883 году. Художник писал его с разных реальных странников средних лет (с ними у Сурикова «не обходилось иногда без недоразумений всякого рода») более десятка раз (сохранились три этюда красками и шесть зарисовок), прежде чем сам проникся чувствами и мыслями своего героя. В 1886 году трёхчетвертное изображение странника он превратил в профильное, чтобы подчеркнуть переживания и раздумья персонажа. Работая с зеркалом, художник переписал его лицо с себя. Искусствовед Татьяна Ясникова обращала внимание на радикальное изменение трактовки образа художником в процессе многолетней работы: «На первом этюде у него нищий с впалой грудью, он жалко держит шляпу для подаяний. На картине у странника сильное телосложение, мускулистые руки, ровные плечи, литая грудь». Доктор искусствоведения Владимир Кеменов писал, что странник не только «полон глубокого сочувствия и уважения к подвижнице раскола», его взгляд в то же время «устремлён как бы в глубь себя самого, следуя за ходом своей скорбной мысли», его отличает «сила мысли, глубокое раздумье по поводу происходящего события, знаменующего трагическую судьбу раскола».

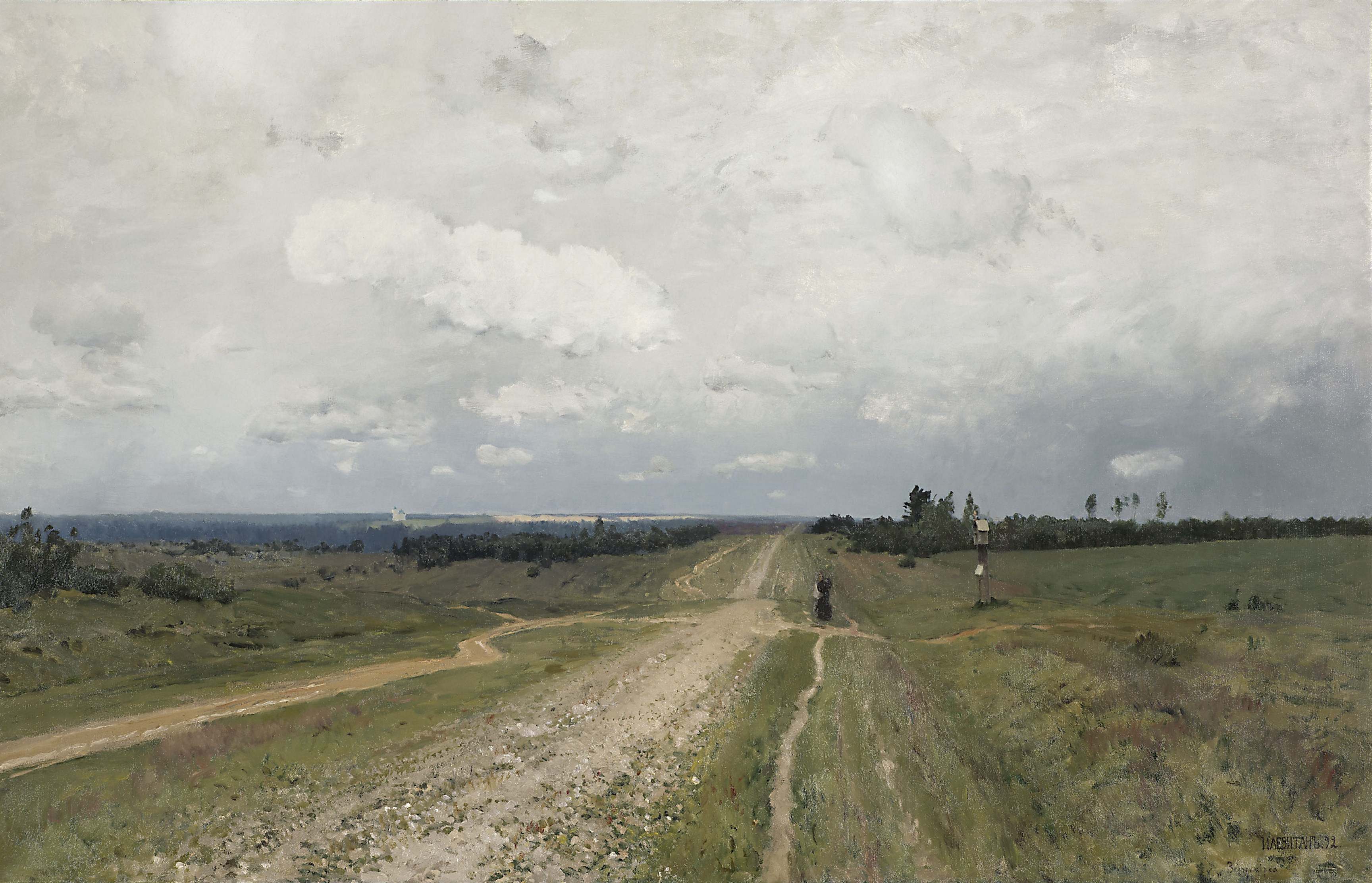
Исаак Левитан. Владимирка, 1892

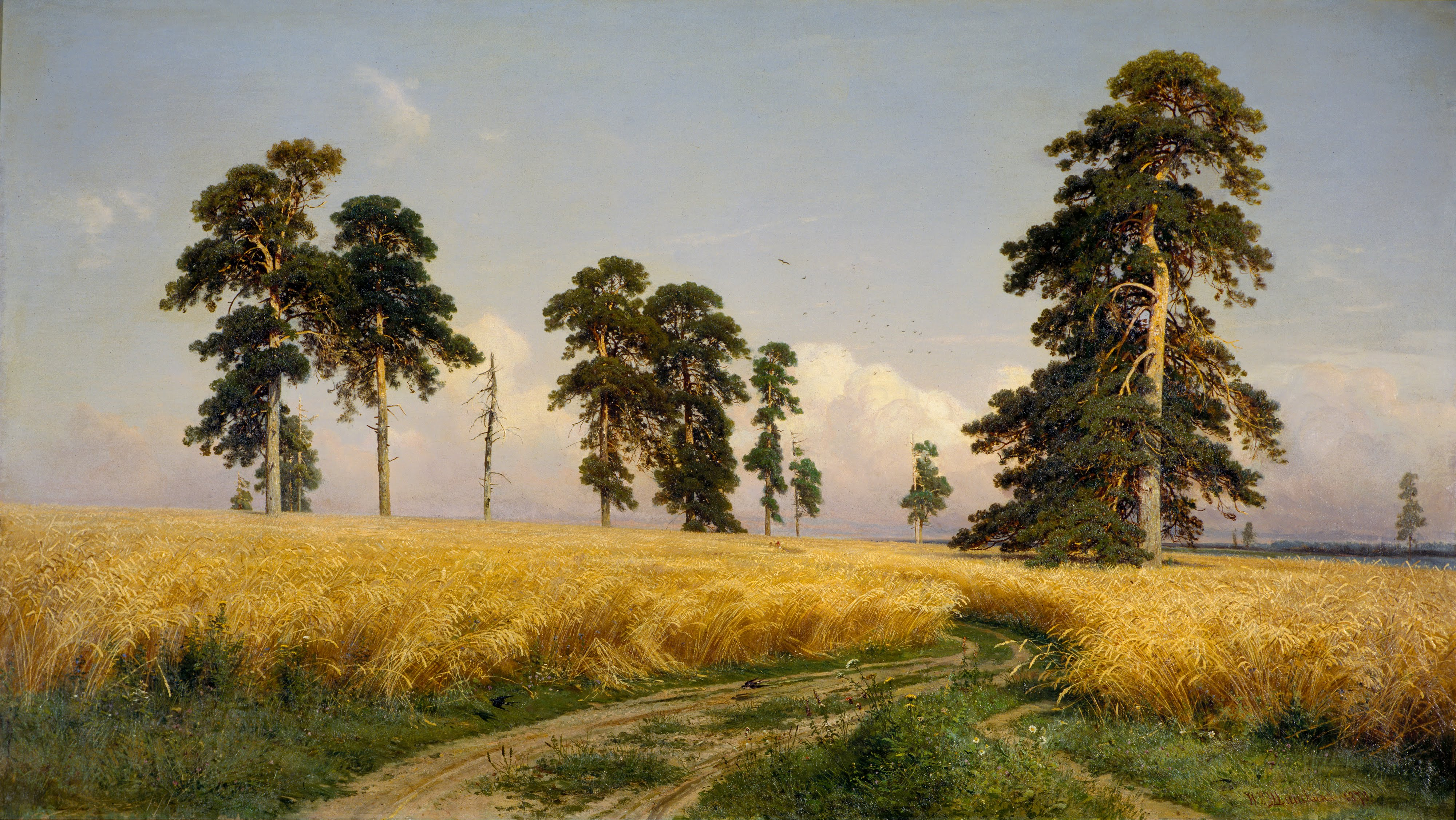
Иван Шишкин. Рожь, 1878

Иногда тема странничества появляется на картинах передвижников за счёт присутствия на полотне фигур богомольцев. Примером является работа Иллариона Прянишникова «Калики перехожие, поющие Лазаря» (1870, Государственная Третьяковская галерея, инв. 555, холст, масло, 38 × 101 см, слева снизу подпись автора и дата, приобретена у Прянишникова Павлом Третьяковым в 1870 году). На дальнем плане полотна художник изобразил желтеющие поля ржи… Впереди — типичный пейзаж нищей русской деревни, который часто встречался у передвижников ещё 1860-х годов. На пыльной дороге деревенской улицы художник разместил живописную группу крестьянок в сарафанах и платках, а также ребятишек, одетых в длинные цветные рубахи. Все они стоят, не двигаясь, внимательно слушая пение слепых калик. Слушатели как будто застыли, что подчёркивает спокойствие дворовых собак, присутствующих на холсте. Императорская академия художеств отметила эту картину большой серебряной медалью. Художник подавал картину вместе с полотном «Швея» на соискание звания академика, но ему было присуждено только звание классного художника 1-й степени.
Символами странничества у передвижников, по мнению Балоновой, стали дорога и река. Наиболее характерным реалистическим пейзажем, в котором дорога и фигура богомольца наводят зрителя на философские размышления о прошлом и туманном будущем России, искусствовед считала полотно Исаака Левитана «Владимирка» (1892, Третьяковская галерея, инв. 1485, 79 × 123 см, холст, масло). Она обращала внимание на низкую линию горизонта и цветовое решение картины. Одинокие фигуры странников на подобных полотнах, с точки зрения искусствоведа, играют роль стаффажа — они не являются сюжетным или композиционным центром, «но одухотворяют природные ландшафты и делают более выраженными повествовательность и историчность» картины. Фигурка странницы на картине Левитана подчёркивает безлюдье и безмолвие пейзажа. Создавая повторение этой картины для врача и коллекционера Ивана Трояновского (в 1966 году этот вариант входил в собрание В. В. Рабинович), Левитан обобщил изображение. Для этого он убрал фигуру странницы, упростил фон, на котором исчезли церквушка и золотистая полоска поля. Доктор искусствоведения Алексей Фёдоров-Давыдов писал, что это привело к упрощению картины, лишившейся «своего большого внутреннего содержания».
Другая трактовка темы странничества характерна для живописных работ Ивана Шишкина. На полотне «Рожь» (1878, Третьяковская галерея, инв. 837, холст, масло, 107 × 187 см) дорога, которая пролегает среди освещённых солнцем полей, приглашает в странствие, «обещающее лишь радость и вызывающее гордость за полную сил прекрасную отчизну». В отсутствие изображения путника дорога сама приобретает значение символа странничества. Воспринимая мотив дороги и тему странничества как архетипы в творчестве передвижников, Марина Балонова считала на картине «Витязь на распутье» Виктора Васнецова (1882, Государственный Русский музей) придорожный камень «знаком выбора пути не только отдельным человеком — героем произведения, но и России в целом». Позднее такое же значение приобретает придорожный камень на картине «Тропа прямоезжая» Николая Рериха (1912, Нижегородский государственный художественный музей). В отличие от полотна Васнецова картина Рериха лишена примет конкретной эпохи, для неё характерно декоративно-плоскостное стилистическое решение холста, большая часть которого отведена изображению неба.

### Странники на полотнах художников Серебряного века

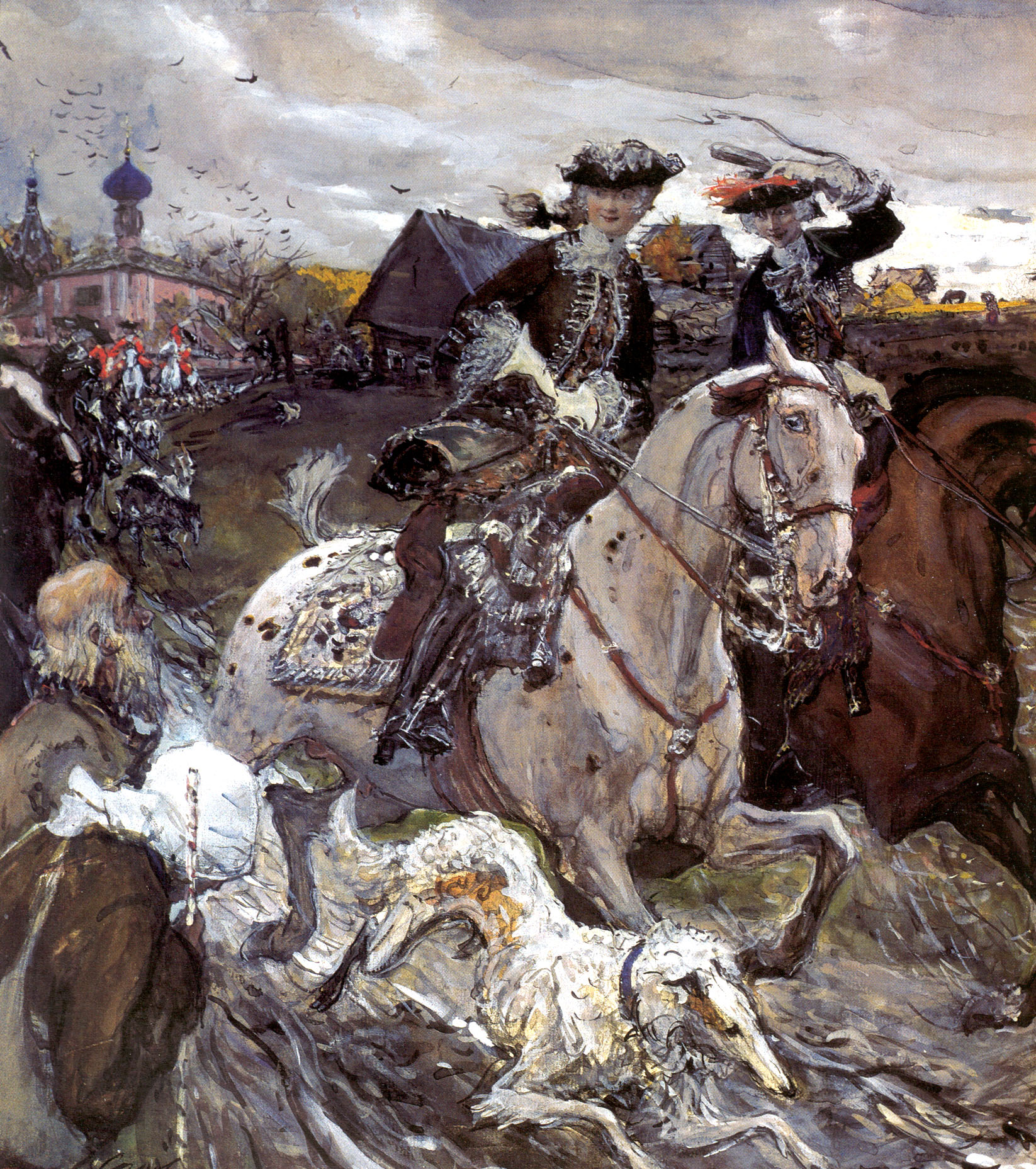
Валентин Серов. Пётр II и цесаревна Елизавета на псовой охоте, 1900

Кандидат философских наук Елена Трофимова посвятила отражению темы странничества в культуре Серебряного века отдельную большую статью. Для культуры Серебряного века Елена Трофимова отмечала символически-архетипический характер разработки темы. Целью деятелей искусства в этот период она считала желание определить «глубинный опыт русской духовной культуры и особенности национального характера… базовые положения и ценности метафизики странничества». «Образ-концепт странника», по её мнению, — «сквозной мотив художественной культуры Серебряного века». Странник является образом не только «динамики освоения культурных форм», но ещё и означает «сохранение основных констант русской культуры». Путешествие всегда является искушением забыть свои корни, но русский странник Серебряного века не изменяет им ради выгоды и комфорта.
Советский писатель и биограф Валентина Серова Марк Копшицер отмечал интерес художника в молодости к странникам, которых он рисовал в 1879 году, проживая у Репина в Хотьково. В 1900 году он написал сцену «Выезд Петра II и цесаревны Елисаветы Петровны на охоту» (Государственный Русский музей, холст, темпера, 41 x 39 см), которая предназначалась для иллюстрированного издания книги «Царские охоты». По просёлочной дороге скачет император-подросток на гнедом коне в сопровождении тётушки, у лошадиных копыт несётся борзая, в левом верхнем углу едва виднеется свита. Марк Копшицер оценивал эту картину как самую изящную и тонкую среди всего, что написано было до того Серовым. Однако, по сторонам от героев полотна нищета и горе: на заднем плане — нищая деревня с избами, вросшими в землю, а рядом с Петром и Елизаветой в нижнем левом углу — нищие странники («старик с изжелта-седыми космами удивленно глядит на невиданное им ещё за его долгую жизнь великолепие, с ним рядом женщина с посохом и сумой не смеет и глаз поднять на царя-батюшку»). Художники «Мира искусства», как и Валентин Серов, изображали старину, но он, в отличие от своих друзей, по мнению Копшицера, оставался в этой работе реалистом.

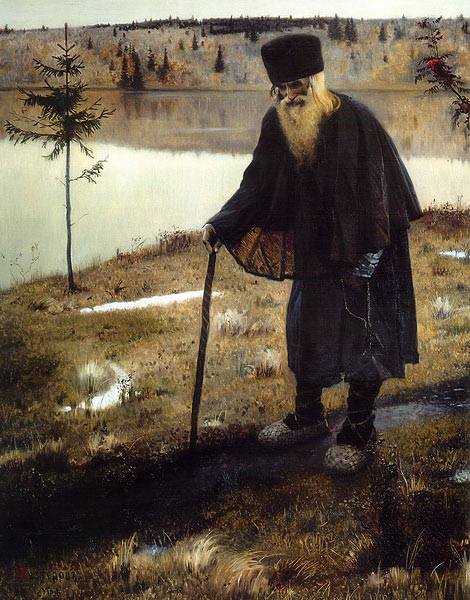
Михаил Нестеров. Пустынник, 1888

На картинах Михаила Нестерова природа соучаствует человеку в поиске Небесного града. В образах странников его привлекали аскетизм изображённых персонажей и «созерцательная жизнь в согласии с русской природой». Среди его картин на эту тему «Пустынник» (1888, Третьяковская галерея, холст, масло, 126,4 × 144,5 см) и «Видение отроку Варфоломею» (1889—1890, Третьяковская галерея, холст, масло, 214 × 161 см). Странники на полотнах художника любуются пробегающей мимо лисой и общаются с медведем. Кандидат философских наук Елена Трофимова отмечала на полотнах Нестерова «настроение светлой радости, таинственных касаний божественного, внутренне ликование, обретение тишины и покоя».

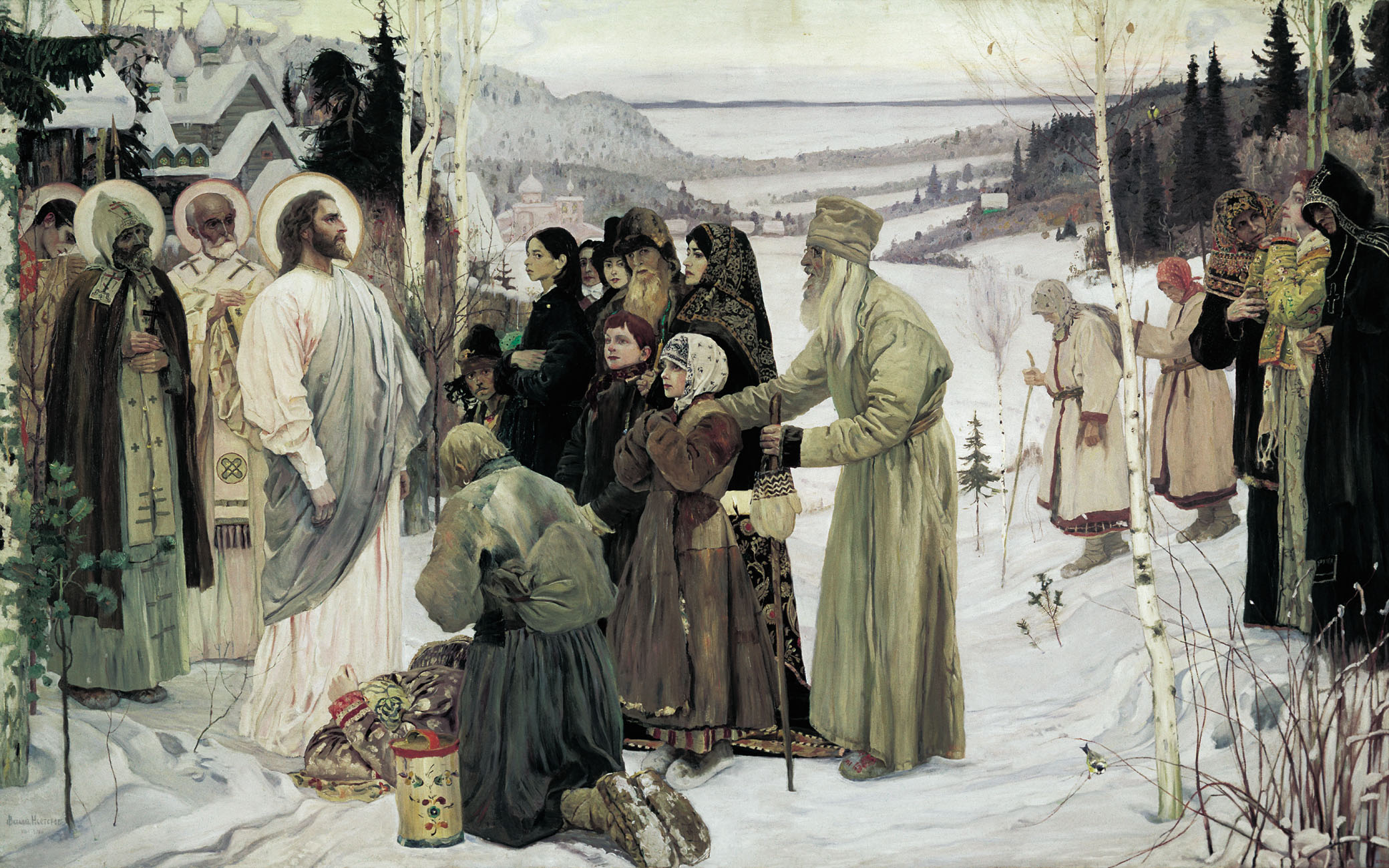
Михаил Нестеров. Святая Русь, 1905

Программной картиной для Нестерова стало полотно «Святая Русь» (1901—1905, Государственный Русский музей, Ж-1850, холст, масло, 233 х 375 см, поступила в 1923 году). На фоне зимнего пейзажа в молчании стоят перед Христом пришедшие к нему люди. Старики, женщины и дети ни о чём не просят Христа. Они пришли увидеть Иисуса, но не воспринимают как чудо его появление. Нестеров изображает людей, объединённых «чувством молчаливого созерцания Христа». Биограф художника Ирина Никонова увидела печать ложной театральности на изображении странников, присутствующих на полотне. На втором плане Нестеров изобразил бредущих странниц, почти одинаковых, как бы специально передающих мотив движения людей, идущих издалека. Никонова считала, что на полотне отсутствует внутренняя связь между персонажами, они не соединены единым действием.

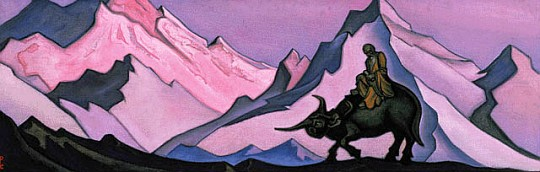
Николай Рерих. Лао-цзы, 1943

В творчестве Николая Рериха человек — «странник, идущий над бездной». Елена Трофимова писала, что тема странничества в его творчестве многомерна и символична. Рерих изображал странников из разных культур. Среди его персонажей, например, Лао-цзы и Конфуций. Трофимова отмечала, что образ «пути» действительно играет важную роль в китайской культуре, пронизанной идеями даосизма — сам иероглиф «дао» обозначает не только высший закон Вселенной, естественный ход вещей, но и движение, путь, дорогу.
Тема странничества характерна для мюнхенского символистского периода творчества Марианны Верёвкиной. Примером является цикл «Просёлочные дороги» — художественная интерпретация текста из псалма «Странник я на земле…». На одном из полотен цикла «Покидающие» (1909) изображены женщины уходящие из домов, унося с собой по одинаковому белому узлу за плечами. Кандидат искусствоведения Мария Олейник рассматривала эти работы художницы как «символы утраты гармонии с окружающим миром и самим собой». Они передают ощущение страха (его создаёт на картине «ирреальный» пейзаж) перед неизбежной катастрофой приближающейся Первой мировой войны.

### Образ странника в дореволюционной литературе
Научный сотрудник Пушкинского дома Светлана Ипатова считала, что допустимо ввести особый термин «странническая литература», к ней она относила художественные произведения, темой которых является «передвижение героя не в физическом (горизонтальном) пространстве, а духовное, метафизическое (вертикальное) восхождение, то есть такие произведения, которые можно рассматривать как наглядные литературные иллюстрации к евангельскому тексту „Азъ есмь путь…“».
Александр Пушкин сделал вольное переложение главы I «Путешествие Пилигрима» Джона Баньяна, назвав своё стихотворение «Странник» (1835). В страхе перед смертью и Страшным судом, в стремлении к духовному совершенствованию герой бежит из дома и оставляет семью. Светлана Ипатова обращала внимание, что из множества проблем книги Баньяна Пушкин взял только одну — состояние внутреннего кризиса, приводящего к изменению жизненного пути. Также ей показалось интересным, что Виссарион Белинский, не зная о первоисточнике стихотворения, не сомневался в его православном характере. Доктор богословия и доктор филологических наук Михаил Дунаев считал странничество в творчестве поэта особым духовным понятием и «духовным состоянием» (приводя в пример, что «по количеству преодолённых вёрст он превосходит такого великого путешественника, как Пржевальский»). Анализируя стихотворение «Странник», он отталкивался от определения, которое ему дал византийский философ VI—VII веков Иоанн Лествичник: «Странничество есть невозвратное оставление всего, что в отечестве сопротивляется нам в стремлении к благочестию. Странничество есть недерзновенный нрав, неведомая премудрость, необъявляемое знание, утаиваемая жизнь, невидимое намерение, необнаруживаемый помысел, хотение уничтожения, желание тесноты, путь к Божественному вожделению, обилие любви, отречение от тщеславия, молчание глубины». Дунаев писал, что Пушкин ощущал собственную жизнь как «странствие в долине дикой», под которой понимал состояние утраты ориентиров, «тягостного ощущения собственной греховности».
В западноевропейской литературе присутствуют два типа героя-странника: авантюрный герой (Одиссей) и «герой-ученик» (Вильгельм Мейстер). Доктор филологических наук Золтан Хайнади выделял также литературные типы странника-бунтаря (нем. Wanderer) в романах эпохи «бури и натиска» и духовного странника (Фауст), отправляющегося в путешествие, чтобы не превратиться в обывателя. Хотя в русской литературе встречаются подобные типы (Хлестаков, Чичиков, Остап Бендер), тем не менее они не стали знаковыми для неё.
По мнению Хайнади, странник на страницах русских писателей — человек ищущий дорогу к праведной жизни. Для начала XIX века он считал характерным, однако, не этот тип, а тип скитальца — человека, жаждущего действия, но сломленного обстоятельствами и поэтому стремящегося уйти из цивилизованного мира. Этот тип, по мнению исследователя, проявился в двух вариантах: лермонтовском демоническом (для него мир слишком тесен) и гоголевском гротескном (его одномерная фигура просто не вписывается в трёхмерное пространство). Другая тематика лежит в центре внимания писателей конца XIX века. Проблема потери исторической идентичности усугубляется в это время утратой веры в Бога. С удалением Бога из общей картины мироздания, с точки зрения русского человека, сама эта картина превращается в хаос, а на место Бога в душу человека заселяются бесы. Духовные скитальцы на страницах произведений этого времени пытаются вернуться к Богу. Герои Фёдора Достоевского и Льва Толстого, по мнению Хайнади, путешествуют, но в отличие от путешествия Печорина или Чичикова они перемещаются не в географическом пространстве, а в нравственном. Препятствиями в пути для них становятся их собственные заблуждения. Странничество приобретает характер покаяния, а Сибирь играет роль Чистилища.
Доктор филологических наук Юрий Лебедев отмечал, что к концу романа Ивана Тургенева «Рудин» (1855) в характере главного героя «начинают проступать черты русского странника-правдоискателя, вечного Дон-Кихота. Мотивы „дороги“, „странствия“, „скитальчества“ приобретают национальный колорит… даже в стиле рудинской фразы появляются народные интонации». В повести «Постоялый двор» (1852) «рассудительный мужик Аким в одночасье лишается всего состояния по капризной прихоти барыни». Он становится странником: «везде, куда только стекаются богомольные русские люди, можно было увидеть его исхудавшее и постаревшее, но все ещё благообразное и стройное лицо: и у раки св. Сергия, и у Белых берегов, и в Оптиной пустыне, и в отдаленном Валааме… Он казался совершенно спокойным и счастливым, и много говорили о его набожности и смиренномудрии те люди, которым удавалось с ним беседовать».

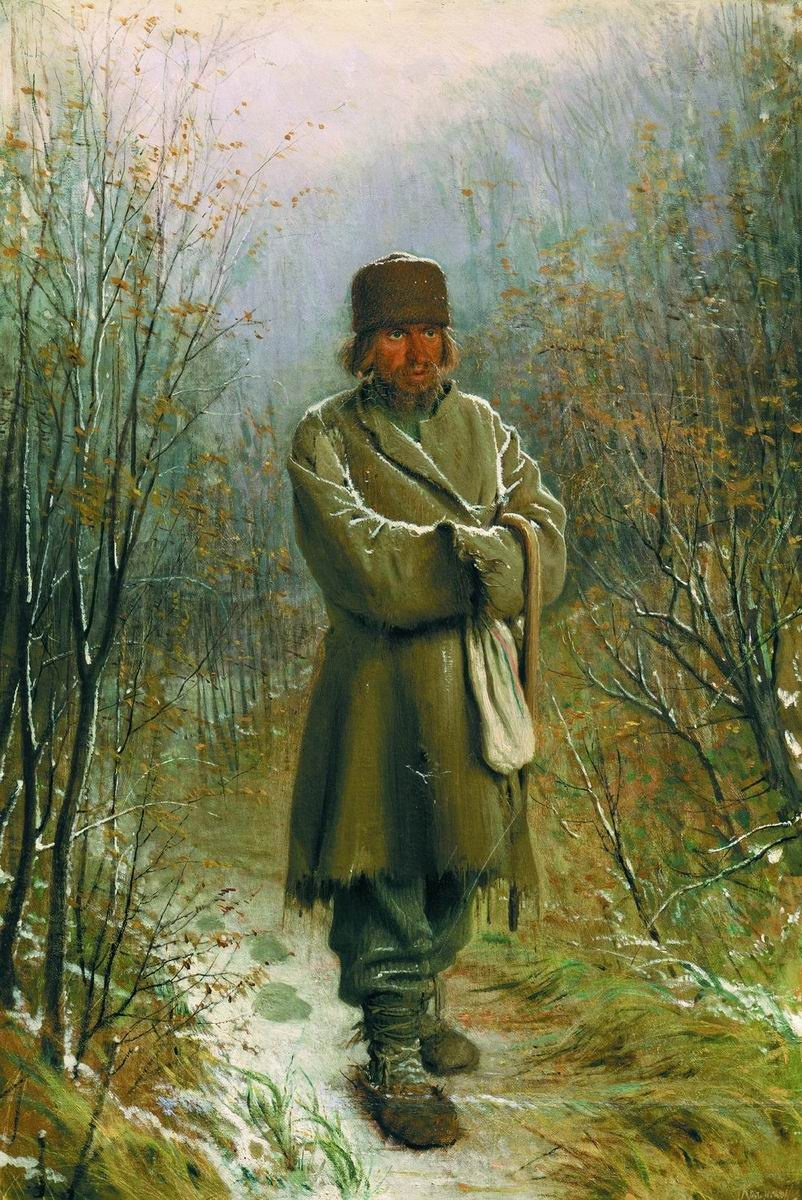
Иван Крамской. Созерцатель, 1876

Кандидат филологических наук Екатерина Машкова обращала внимание на размышления Достоевского о причинах странничества в романе «Братья Карамазовы». Писатель отталкивался от картины Ивана Крамского «Созерцатель» (1876, холст, масло, 85 × 58 см, Национальный музей «Киевская картинная галерея»). На ногах у героя картины лапти, на руке — мешок для сбора милостыни. Крамской изобразил «черты известной экзальтации, присущие крестьянину, его отрешённость от непосредственного окружающего мира». Картина изображает крестьянина в лесу, который «как бы задумался, но он не думает, а что-то „созерцает“». Впечатления от созерцания он «копит, неприметно и даже не сознавая, — для чего и зачем». Достоевский приходит к выводу, что «накопив впечатлений за многие годы, [крестьянин] бросит всё и уйдёт в Иерусалим скитаться и спасаться, а может, и село родное вдруг спалит, а может быть случится и то и другое вместе».
Кандидат искусствоведения Софья Гольдштейн увидела в «Созерцателе» «тип „божьего человека“, которому, согласно бытовавшим в народе представлениям, чужды земные интересы, который живёт жизнью отшельника, стремясь в своём уединении познать неведомые миру истинные законы народной жизни [в трактовке советской исследовательницы]. Вместе с тем он кажется человеком, глубоко затаившим в душе протест за себя и тысячи себе подобных „униженных и оскорблённых“, он как бы ощущает себя призванным ценой своих лишений искупить грехи мира». Такое мировосприятие она считала характерным для героев Николая Лескова. Одним из наиболее известных и глубоких произведений Николая Лескова является повесть «Очарованный странник». В то же время протест, который изобразил на своём полотне Крамской, является пассивным; Гольдштейн утверждала, что такая позиция художника связана с крушением надежды передовой интеллигенции на революционность русского крестьянства.
Противоречиво отношение к странникам в поэме Николая Некрасова «Кому на Руси жить хорошо». Они представлены как профессиональные нищие, сезонные попрошайки, воровки. Тем не менее их рассказы становятся для крестьян источником сведений об окружающем мире. По отношению к странникам проявляются высокие нравственные качества самих крестьян, готовых приютить и накормить даже опасных для себя людей. Кандидат наук, специалист по русской литературе Ирина Павленко обращала внимание, что описание странника у Некрасова значительно отличается от описаний современных ему этнографов. Например, Сергей Максимов описывает сложный и длительный ритуал встречи странника в крестьянской семье, Некрасов сократил его до предела, у Максимова рассказ путника об увиденном в дороге — деталь, у поэта он становится основой отношений крестьянской семьи и её гостя.
Кандидат философских наук Евгения Фаленкова выделяла два этапа в осмыслении Толстым темы странничества. В ранних текстах писателя странники уходят от людей на время, закаляются в ходе странствий и снова возвращаются к людям. Они не стремятся окончательно уйти из мира, так как чувствуют необходимость вмешаться в его «устройство» и воплотить появившиеся в ходе странствий идеи. Душевное беспокойство при этом со временем исчезает, а поиск завершается обретением смысла жизни. На втором этапе поиск смысла жизни уступает место богоискательству. Герои вступают в конфликт с общепринятыми православными представлениями. Духовное странничество у них проходит через падение, преображение и воскресение.
Играли большую роль мотив странничества и образ странника и в творчестве Павла Мельникова-Печерского. Он представил читателям в своих произведениях разнообразные семантические модификации этого понятия: «путешествие как паломничество, бесцельное скитальчество („тунеядное странничество“), странничество как образ жизни, странничество как толк беспоповства». Каждый раз оно у Мельникова-Печерского в той или иной степени связано с духовными поисками героев. Часто этими героями становились старообрядцы.

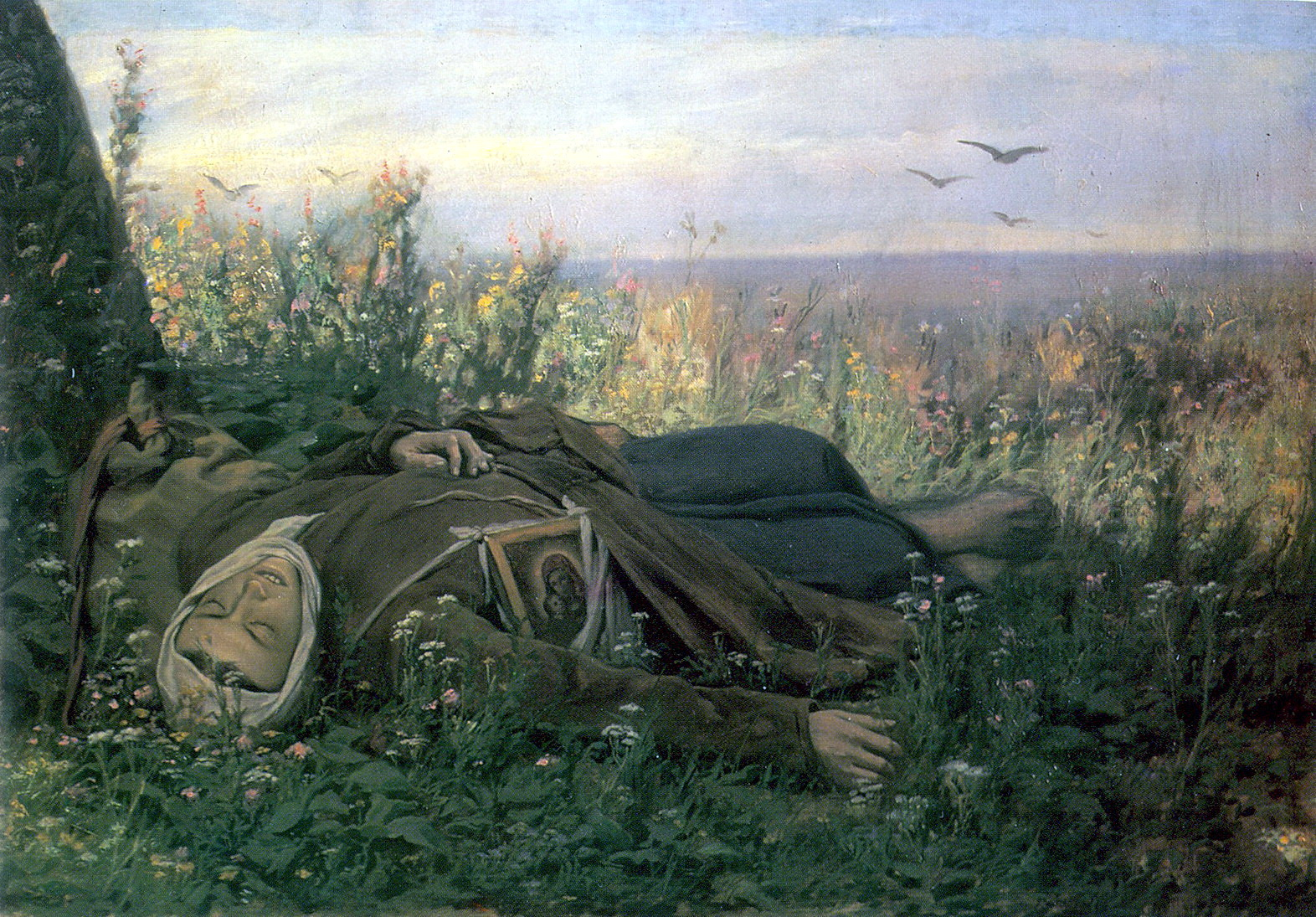
Василий Перов. На пути к вечному блаженству, 1879

Владимир Короленко посвятил критике деятельности странников, наживающихся на репутации «божьих людей» и «праведников», первый очерк «Самозванцы духовного прозвания» в своей книге «Современная самозванщина» (1896). Среди реальных странников, выведенных писателем в этом очерке: странник Антоний (Антоний Исаевич Петров), странник Микита (Иван Погорелов?), «душитель Федотушка», предсказывавший смерть и затем убивавший получившего предсказание, чтобы подтвердить своё пророчество (имя преступника так и осталось неизвестным)…. Кандидат философских наук Елена Ташлинская среди литературных произведений о странниках начала XX века выделяла повесть Алексея Свирского «Рыжик» (1901). Героем её является мальчик, а в основе лежит автобиография самого писателя. Жизнь странника затягивает маленького героя, мечтающего «защищать обездоленных, слабых и униженных» (на это указывает и его имя Александр), но обладающего авантюрным складом характера. Он наблюдает её изнутри и оценивает как «игру в милосердие», при которой каждая сторона (странник и странноприимец) испытывает удовлетворение, но от которой положение их в обществе не может измениться. Образы странников присутствуют в дореволюционных произведениях Максима Горького. Наиболее ярким и глубоким среди них стал Лука в пьесе «На дне. Картины» (1902). Сам автор пьесы отмечал неоднозначность этого персонажа: «я хотел изобразить вот именно этакого старичка: его интересуют „всякие ответы“, но не люди; неизбежно сталкиваясь с ними, он их утешает, но только для того, чтоб они не мешали ему жить».
Исследователи неоднократно отмечали присутствие темы странничества в творчестве новокрестьянских поэтов. Так, доктор филологических наук Константин Азадовский писал, что в их произведениях эта тема носит романтический характер и связана с созерцанием Природы. По его словам «герой Клюева, Клычкова, Есенина нередко предстаёт в образе путника-богомольца, „убогого“ скитальца, одиноко бредущего среди родной природы».

### Странничество в советской литературе и кинематографе
Кандидат филологических наук Екатерина Машкова утверждала, что «в советскую эпоху два лика русского пилигрима — отрекшийся от мира странный человек и скиталец-бегун — слились в один — в асоциального летуна-бродягу». Советские литераторы 1920—1930-х годов воспринимали странничество, по её словам, как «удобную маску». Машкова приводила как пример повесть (1922) и созданную на её основе пьесу (1927) «Бронепоезд 14-69» Всеволода Иванова. Странники в них предстают не искателями правды, а «мечтательными ребятами». В производственных романах этого времени летуны покидали заводы в поисках лучшей жизни. Писатели наделяли их анархическим мировоззрением сектантов-бегунов. Тем не менее Екатерина Машкова отмечала, что в произведениях писателей-попутчиков сохранился классический образ странника. Странники — любимые персонажи Андрея Платонова, Юрий Олеша собирался написать романа о человеке, «босиком прошедшем по стране-стройке и обретшем в итоге душевную молодость», а Леонид Леонов сделал странника главным героем в рассказе «Бродяга» (1928).
Элеонора Лассан видела отражение традиций и мировоззрения русских странников в советских песнях 1920-х и 1930-х годов, таких как «Наш паровоз, вперёд лети!», «Тачанка», «Песня физкультурников». Она отмечала как интересный факт то, что эти традиции отражались впоследствии как в официальной культуре (например, в песнях о профессиях, написанных уже в 1960-х годах), так и в бардовской песне.
Игорь Смирнов считал чрезвычайно важной вехой в осмыслении истории странничества фильм советского режиссёра Николая Экка «Путёвка в жизнь» (1931). Главным героем картины стал татарчонок Мустафа. Его гибель, по мнению Смирнова, «возвращает зрителей к той эпохе, когда Русь одновременно и избавилась от дани, выплачивавшейся Орде, и стала сценической площадкой, на которую вышли „калики перехожие“». Трудовой лагерь для беспризорников, по сюжету фильма, располагается на территории бывшего монастыря. С точки зрения исследователя, этим «режиссёр связал (интуитивно или сознательно) завершение беспризорности с петровской попыткой прекратить в стране кочевое нищенство».
Тема странничества не соответствовала официальной советской идеологии. Странник независим от власти, не имеет прочных социальных связей, в то время, как герой советской литературы входит в состав трудового коллектива и является образцовым гражданином. Из-за этого возникновение темы странничества в советской культуре в 1970-х — 1980-х годах происходит в пограничных жанрах: в фантастике и в рок-музыке. Часто сюжеты, связанные со странниками, относятся к событиям после глобальной катастрофы (постапокалиптика). В центре подобных произведений оказывается «сталкер, путешествующий по разрушенному миру с разными целями, от прагматических до духовных». Наиболее яркими произведениями подобного типа стали повесть Аркадия и Бориса Стругацких «Пикник на обочине» (1972) и снятый по её мотивам фильм Андрея Тарковского «Сталкер» (1979). Сталкерство, по мнению Фёдоровой, является «как попыткой физического выживания и преодоления экстремальных условий гипотетического будущего, так и разрешения внутреннего кризиса, связанного с индивидуальным мировосприятием».

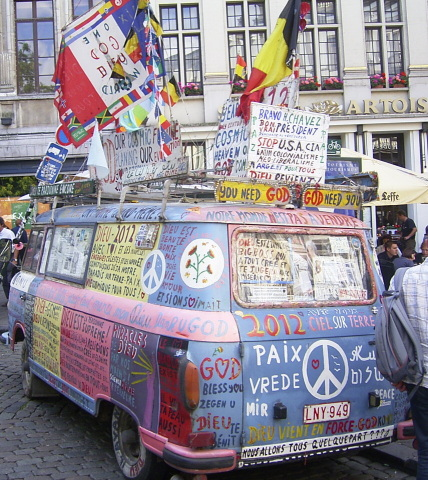
Символ движения хиппи — старый микроавтобус, раскрашенный в стиле «Flower Power». На таких микроавтобусах группы хиппи перемещались по небольшим городам консервативно настроенной американской провинции

Сергей Ильин в своей кандидатской диссертации утверждал, что постапокалиптика и тексты рок-музыкантов вернули тему странничества «к архетипам культуры, помещённым в мифологическое пространство». В подобных произведениях странник превращается в «универсального персонажа, пересекающего культурные границы». Он отмечал, что возникновение темы странничества в советской культуре 1970-х годов совпало с появлением интереса к движению хиппи, тесно связанному с рок-музыкой. Провозглашаемая советским государством борьба за мир сближала хиппи с советской идеологией, но другие аспекты мировоззрения хиппи (медитативные практики, отказ от труда, подвижность образа жизни), обусловили негативное отношение власти к этому движению. Тема дороги — одна из основных в творчестве хиппи. Под влиянием взглядов этой субкультуры формировались Борис Гребенщиков, Майк Науменко и Виктор Цой. Дома у них обозначает враждебную упорядоченность, а бездорожье — хаос. Хаос и система «противопоставлены дороге как гармоничному пространству», образы птиц и весны, связанные с дорогой, выражают движение к цели, противостоящие им образы транспорта символизируют движение в никуда.
Общими чертами в образах странника позднесоветской эпохи Ильин называл: 1) одиночество; 2) «нонконформизм в виде бунтарства либо эскапизма»; 3) внутренний (духовный — сам с собой) и внешний (с обществом) конфликт; 4) отождествление странника с автором / исполнителем (повествование от первого лица); 5) странник — молодой человек (или человек без возраста). С точки зрения Ильина, такой образ был востребован молодёжью, творческой и научной интеллигенцией.
Кандидат философских наук Татьяна Семёнова и доктор культурологии Мария Ерохина считают, что интерес к образу странника в искусстве обостряется в кризисное время, а сам образ не только выражает духовные искания эпохи, но и часто оказывается пророческим. Они утверждали, что образ странника в кинематографе СССР появляется в эпоху хрущёвской «оттепели». Наиболее ярким примером они считали Алёшу — героя-странника в фильме «Баллада о солдате» (1959) режиссёра Георгия Чухрая. Фильм начинается с дороги и заканчивается дорогой. Герой за несколько дней пути совершает путешествие от передовой до родного дома, проходя через знакомства, встречи и зарождение первой любви. На его пути встречаются необходимость выбора и нравственный подвиг. Другим примером может считаться фильм Андрея Тарковского «Андрей Рублёв» (1969). В центре его сюжета история странствующего монаха-иконописца. В 1988 году Александр Сокуров снял фильм «Дни затмения». Его герой — детский врач из Нижнего Новгорода, оказавшийся в небольшом городке Средней Азии. По мнению Семёновой и Ерохиной, он — «воплощение образа русского странника».

### Странник в современной российской литературе, кинематографе и изобразительном искусстве
Образ странника эпохи 1990-х годов воплощается в Даниле Багрове — герое дилогии «Брат» (1997) и «Брат-2» (2000) Алексея Балабанова. В первом фильме он возвращается с войны в Чечне и отправляется в Санкт-Петербург к брату-киллеру, который вовлекает его в криминальные разборки. Во втором — Данила Багров направляется из Москвы в США.
В 2000-х годах тема сталкерства стала объектом массового тиражирования. Наталия Фёдорова отмечала, что в новом культурно-историческом контексте современной России мессианская тема сталкерства всё больше стала подменяться эскапизмом — простым уходом обывателя от надоевшей ему реальности в мир иллюзий. В то же время, ожидания грядущей катастрофы делают более актуальной религиозную основу странничества. Фёдорова отмечала также характерный для современности мотив бунта — прямого конфликта сталкера с властью, общепринятыми нормами и ценностями.
Сразу в двух российских фильмах 2003 года («Возвращение» Андрея Звягинцева и «Коктебель» Алексея Попогребского и Бориса Хлебникова) «роль странников принадлежит отцу и сыновьям, которые во время пути пытаются примириться». Татьяна Семёнова и Мария Ерохина считают, что это связано с желанием обрести стабильность в эпоху психологического, экономического и политического кризиса. В 2012 году, незадолго до смерти, Алексей Балабанов снял фильм «Я тоже хочу». В нём представлено путешествие пяти персонажей — Музыканта, Бандита, Проститутки, Алкоголика и Старика. Они странствуют в поисках мистической Колокольни, которая «забирает» людей куда-то, где есть Счастье. В финале фильма Балабанов сыграл сам себя, отвергнутого колокольней и погибающего от высокой радиации. По мнению исследователей, мотив странничества в кино носит в современной России пессимистичный и эсхатологический характер.
В 2006 году на Санкт-Петербургской студии документальных фильмов был снят игровой фильм «Странник» (35 мм, 90 минут, цветной, 1 : 1.66, Dolby SRD) — дебют в художественном кино российского режиссёра-документалиста Сергея Карандашова. Трагически погибают друзья главного героя. Своё спасение он связывает с чудотворной иконой. Фёдор уходит в жить в дремучий лес. Он знакомится со старцем отцом Илларионом, который становится его наставником. После гибели учителя Фёдор возвращается в мир и превращается в чудотворца.
Фильм был представлен на фестивале «Кинотавр» и привлёк к себе внимание отечественной кинокритики и коллег-кинематографистов. Режиссёр Иван Дыховичный писал о нём: «„Странник“ — очень русская картина. Не в смысле квасного патриотизма, а по сути своей. По честности, искренности, чистоте. По тому, как она снята. В ней есть человеческая судьба, есть поиск веры, поиск доброты, понимания друг друга». Ориентиром для «Странника», по словам самого Карандашова, стали «Откровенные рассказы странника духовному своему отцу». Кинокритик Сергей Анашкин, однако, утверждал, что в фильме «за мозаикой примелькавшихся лиц не видно полнокровных историй», «за вереницею „масок“ — живых характеров, парадоксов натуры, стихийных движений души». По его мнению, режиссёру не удалось примирить сакральное с профанным, его странник остался просто «странным» человеком.
Кандидат искусствоведения Светлана Большакова в обзоре современной иконографии Ксении Петербургской среди множества изводов (поясной и ростовой образы, житийная икона) выделила как один из трёх основных типов образ «матушка-странница (с посохом в руке, часто на фоне Смоленской церкви или города)» (другие: «матушка-молитвенница» и «матушка-утешительница»). Этот тип изображений встречается задолго до официальной канонизации юродивой в 1978 году на первых её изображениях — на эстампах и книжных репродукциях конца XIX века. Иоанну Кронштадтскому принадлежало чёрно-белое изображение, где блаженная представлена с посохом в руках, в белом платке, тёмной кофте и более светлой юбке, голова покрыта белым платком. Фоном для неё является городская булыжная мостовая и арка с деревянными воротами. К наиболее ярким современным изображениям иконографического типа «матушка-странница» Большакова относила выполненный маслом на холсте образ из иконостаса придела во имя Ксении Петербургской Смоленской церкви (1990-е, иконописец Аркадий Педаяс) и образ, созданный иконописцем Георгием Гашевым в 2004 году в технике темперы для собора Андрея Первозванного (оба в Санкт-Петербурге), а также икону Татьяны Водичевой из иконостаса церкви во имя Новомучеников Российских близ Алапаевска (выполнена около 2001).

### Комментарии
1. ↑  Иногда эта статья ошибочно приписывается Татьяне Щепанской, однако ей принадлежит не сама статья, а лишь эпиграф к данной статье: «Русские — движущийся этнос с самосознанием оседлого»[1].
2. ↑  В это число входят: 1. Перемещение для совершения религиозных обрядов (паломничество). 2. Постоянное бесцельное движение как образ жизни. 3. Передвижение как изменение ситуации. 4. Движение под влиянием внешних обстоятельств. 5. Движение с целью духовного развития, творческий поиск[11].
3. ↑  Иногда эта статья ошибочно приписывается Татьяне Щепанской, однако ей принадлежит не сама статья, а эпиграф к данной статье: «Русские движущийся этнос с самосознанием оседлого»[1].
4. ↑  Митрополит Крутицкий и Коломенский Николай (Ярушевич) посвятил земной жизни как странничеству проповедь, произнесённую и опубликованную в 1950 году в «Журнале Московской Патриархии»[46]. В частности, проповедь утверждает: «Странник… не смущается тем, что на пути его встречаются бури, ненастья, обрывы, крутизны. Он преодолевает все трудности пути силой своей души, устремлённой к той родной земле, куда идёт»[47], «Мы — странники и пришельцы на земле, как и отцы наши. И, напоминая, должны готовить свою душу к будущей жизни верою, усердием к молитве, слову Божию, любовью к святому храму… будем готовиться встретить ту священную минуту, когда ангел подойдёт к бессмертной душе и разлучит её с телом»[47].
5. ↑  Статья «Лирничество» (укр. «Лірництво») в «Украинской музыкальной энциклопедии», вышедшей в 2011 году, подробно описывает «трансформацию и ассимиляцию», по выражению автора, калик перехожих на украинской национальной почве[57].
6. ↑  Воспринимал странничество как распространённое явление в начале XX века и председатель Забайкальского облисполкома Иван Бутин. Даже в 1918 году он сделал запись в дневнике: «С котомкой за плечами и посохом в руках десятки и сотни тысяч этих „странных людей“ бродят по широким просторам нашей необъятной Руси в страстных и угрюмых тисках чего-то неведомого… И вот целыми вереницами и летом, и зимой, и под палящими лучами солнца, и в бурю и в непогодь, при жестоких морозахи метелях бредут эти „лунные“, не от мира сего, люди из одной веси в другую… по святым местам, ищут „подвижников“, угодников, страстно ищут „праведной жизни“… „святого града Китежа“…»[75].
7. ↑  В начале XX века на деньги почитателей Крайнева над его могилой на Митрофаньевском кладбище была возведена часовня. Самого странника к 1917 году Российская православная церковь планировала канонизировать. Известно, что часовня была местом паломничества. Она была разобрана уже после Великой Отечественной войны. Сотрудники лаборатории археологии, исторической социологии и культурного наследия имени Г. С. Лебедева СПбГУ обнаружили фундамент часовни. Планируется её восстановление[115].
8. ↑  Известно, что художник создал эскиз картины, который долгое время находился в его мастерской, и неоднократно его перерабатывал. Меценат и коллекционер Павел Третьяков, увидев эскиз в это время, предложил художнику убрать на ней снег, который, по его мнению, ослабляет психологический потенциал полотна. Крамской никак не мог выбрать название своей работы, выбирая между «Путником», «Прохожим» или «Странником», именно Третьяков настаивал на названии «Созерцатель»[211].
9. ↑  На самом деле съёмки происходили на территории Болшевской трудовой коммуны, где до этого, по утверждению кандидата философских наук Гётца Хиллига, находилась территория совхоза ОГПУ[232].